# フェミニズムの歴史
フェミニズムの歴史（フェミニズムのれきし、英: history of feminism）では、平等な女性の権利を目指した運動と思想を年代順またはテーマ別に記述している。フェミニストの置かれた時代、文化、国によって、その動機や目標、志向が異なるが、女性の権利を獲得するための運動はすべて、仮に自称していなくても、フェミニズム運動と見るべきだという意見が欧米のフェミニスト研究者には根強い。また歴史研究者の中には「フェミニスト」という用語を現代のフェミニスト運動とその後継者に限定し、初期の運動について述べる場合には「プロトフェミニスト」という言葉を使用する者もいる。 
19世紀以降の欧米におけるフェミニストの歴史は、3つの時代（「波」、英: waves）に分けて語るのが慣例になっている。それぞれの「波」はそれ以前の進歩的な流れを汲みながらも、その目標はそれぞれに多少異なっている。
- 「第一波フェミニズム」（19世紀から20世紀初頭）は、男女間の法的な不平等さを覆すことに焦点を当て、特に女性参政権の問題に取り組んだ。
- 「第二波フェミニズム」（1960年代から1980年代）は、文化的不平等、ジェンダー規範、社会における女性の役割まで議論の射程を広げた。
- 「第三波フェミニズム」（1990年代から2000年代）は、フェミニスト運動の方向性のさらなる多様化を意味し、第三波のフェミニスト自身は、第二波の延長でありつつ第二波において明らかになった失敗への答えとみなしている[2]。

フェミニズムの歴史を説明するためにこの「波」という言葉が作り出されて広く使用されてきたが、この概念は、少数の有名人、白人ブルジョア女性の視点、有名な出来事だけに焦点を当てていて「波」の間にあった歴史に目を向けておらず、「人種差別的」「植民地主義的」であると白人ではないフェミニストからは批判もされている。

## 初期フェミニズム

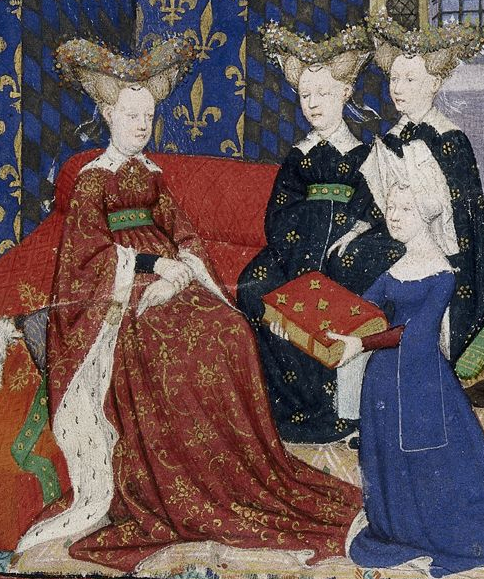
自身の本をフランス王妃イザボー・ド・バヴィエールに贈るクリスティーヌ・ド・ピザン

フェミニスト運動の存在以前に女性の平等について論じたり前進を図った人々や活動家は、時にプロトフェミニストと呼ばれる。 一部の学者は、この用語によって初期の貢献の重要性が損なわれること、またフェミニズムにはプロトフェミニストやポストフェミニストなどの用語によって暗示されるような単一点の始まりや直線的歴史は存在しないことを理由にこうした用語を批判している。
エレーヌ・ホフマン・バルクによれば、約2400年前にプラトンは、「女性の完全な政治的・性的平等を論じ、女性は最高階級……支配し戦う者たち……の一員である」と主張した。
タミルの女性聖人であるアンダルは、7世紀から8世紀頃の人物である。彼女は「Tiruppavai」と呼ばれる一連の賛美歌を書いたことで知られる。アンダルは、ゴダマンダリといった女性集団に影響を与えた。彼女のヴィシュヌとの神聖的な結婚は、妻としての通常の義務を免除された上で自律的な力を認められていることを理由にフェミニスト的行為と考えられることもある。

### ルネッサンス期のフェミニズム
「女の都の書（Le Livre de la Cité des Dames）」や「愛の神への書簡（Epître au Dieu d'Amour）」の著者である、イタリア・フランスの作家クリスティーヌ・ド・ピザン（1364–1430）はミソジニーを非難し、両性の関係について書いた最初の女性としてシモーヌ・ド・ボーヴォワールに引用されている。クリスティーヌ・ド・ピザンはまた、性転換を扱った初期のフィクションの1つ「運命の変化の書（Le Livre de la mutation de fortune）」を書いたことで知られる。それ以外にも初期のフェミニスト作家としては、16世紀の作家ハインリッヒ・コーネリアス・アグリッパ、モデスタ・ディ・ポッツォ・ディ・フォルツィ、ジェーン・アンガー 、17世紀の作家ハンナ・ウーリー（イギリス）、フアナ・イネス・デ・ラ・クルス（メキシコ）、マリー・ル・ジャール・ド・グルネー、アン・ブラッドストリート、アンナ・マリア・ファン・シュルマン 、フランソワ・プーラン・デ・ラ・バレなどがいる。 真の知識人としての女性の出現はイタリアの人間中心主義にも変化をもたらした。カサンドラ・フェデレは人間中心主義のグループに参加した最初の女性であり、女性に課せられた大きな制約にもかかわらず、多くのことを成し遂げた。
ルネッサンス期の女性擁護は、主に平等の要求として、ヨーロッパ全土で、さまざまな文学ジャンルに存在する。フェミニストは、経済的財産の不公正を主題とした言説へと導かれる原則を訴えた。社会の女性化は、当時の女性が文学を使用して、女性と男性の両方に機会を提供する相互依存的で非階層的な制度を作成する方法だった。
アントニオ・コルナッツァーノ、ヴェスパシアーノ・デ・ビスティッチ、ジョバンニ・サバディーノ・デッリ・アリエンティといった男性もまた、女性が男性と平等に競争する能力があることを擁護する歴史において重要な役割を果たした。カスティリオーネは女性の道徳的性質を擁護するこの動きを継続させ、女性が劣っていると考える点で伝統は間違っていると主張した。批判の要点は、社会変革が擁護されず、政治領域から女性が排除され、伝統的な家庭内の役割に女性が捨て置かれているということだった。彼らの多くは、教育による自然な結果として女性は政治的領域に包摂されるようになるとしてそれを奨励した。さらに、こうした男性の一部は、歴史記録から女性を除外することによって知的な女性の知識が失われるという誤りを男性は犯していると主張した。
英語圏で最も重要な17世紀のフェミニスト作家の一人は、ニューカッスル・アポン・タイン公爵夫人のマーガレット・キャヴェンディッシュである。彼女の知性は、プロトフェミニストのバススア・マキンなどによって知られるようになった。マキンは「今のニューカッスル公爵夫人は、その時々の指導ではなく彼女自身の天才によって、多くの威厳ある成人男性を超越している」と書いた。彼女は、教育を通じて女性がどうなり得るかを示す代表的な例である。

### 17世紀
マーガレット・フェルの最も有名な作品「理にかなった女性の話法（Women's Speaking Justified）」では、女性による宣教のための聖書に基づいた議論がされている。この作品は17世紀の女性の宗教指導者に関する主要なテキストの1つである。この短いパンフレットでフェルはクエーカー教の基本的前提の1つ、つまり精神的平等に基づいて男女平等を主張した。彼女の信じるところでは、すべての人間は神に創造されており、それによって男性と女性の両方が内なる光を所有するだけでなく、預言者になる能力も持っているのである。フェルは「フェミニストのパイオニア」と言われている。

## 18世紀：啓蒙時代
啓蒙時代は、非宗教的な知的論理思考と哲学的著作の繁栄によって特徴づけられる。ジェレミー・ベンサム（1781）、コンドルセ侯爵（1790）、メアリ・ウルストンクラフト（1792）など、多くの啓蒙思想家が女性の権利を擁護した。フェミニスト的考えを表明した当時の他の重要な作家には、アビゲイル・アダムス、キャサリン・マーカリー 、ヘドヴィグ・シャルロッタ・ノルデンフライヒトなどがいる。

### ジェレミー・ベンサム
イギリスの功利主義的で古典的自由主義の哲学者ジェレミー・ベンサムは、自身が11歳で改革派を志したのは女性が法的に劣った立場に置かれていたためであると述べている。一方で、アメリカの批評家ジョン・ニールは、彼と交流のあった1825年から1827年の間に、女性の権利問題に目を向けるよう彼を説き伏せたと主張している。ベンサムは、投票権や政府への参政権などに関して男女の間の完全な平等を主張した。また彼は男性と女性で異なる性道徳基準が適用されることに反対した。
ベンサムは「道徳および立法の原則の紹介（Introduction to the Principles of Morals and Legislation）」（1781）で、精神的に劣っているとして女性の権利を否定する多くの国での慣習を強く非難し、多くの有能な女性の摂政の例を挙げてみせた。

### コンドルセ侯爵
ニコラ・ド・コンドルセは数学者、古典的自由主義の政治家であり、フランスの革命家、共和派、ヴォルテール反教権主義者である。また1780年代には珍しく、女性平等や奴隷制廃止など、人権の強力な擁護者でもあった。彼は「女性の市民権許可について（De l'admission des femmes au droitdecité ）」や「Journal de la Société de 1789」といった記事で1790年に新政府で女性参政権を提唱した。

### オランプ・ド・グージュと宣言
1789年と1790年に繰り返し提言されたが失敗したコンドルセの国民議会への訴えに続いて、オランプ・ド・グージュは（「真実の友の会」と共同で）1791年に女性と女性市民の権利宣言を執筆、発表した 。これはフランス革命政府に女性の自然的、政治的権利を認めるよう求める請願書だった。ド・グージュは、人間と市民の権利の宣言を模した文体で宣言を書き、それはフランス人口の半分以上を社会的平等（egalité）に包摂できなかった男性たちをほとんどからかうような調子だった。この宣言がその目標をすぐに達成することはなかったが「女性の権利の擁護（A Vindication of the Rights of Woman）」や「感情宣言（A Declaration of Sentiments）」などの文書に見られるように、平等実現の失敗についてフェミニストが政府を風刺する方法の先例を示すことになった。

### ウルストンクラフトと擁護

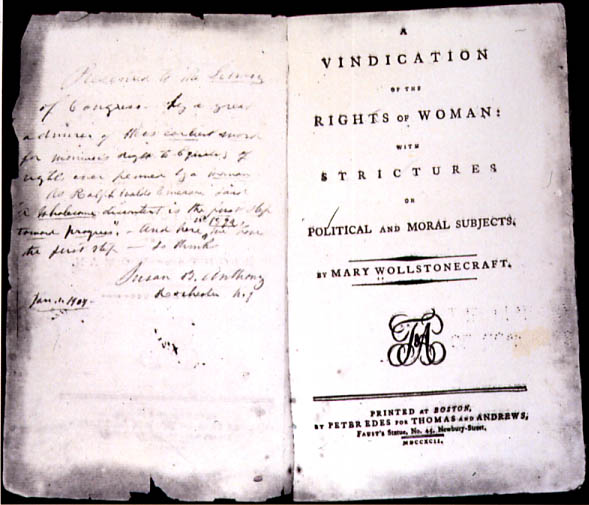
「女性の権利の擁護」の初版

当時最も引用されたであろうフェミニスト作家はメアリ・ウルストンクラフトである。彼女は、女性への教育としつけこそが彼女たちの期待を制約していること、そうした制約された期待は典型的男性視点によって決められた自己像に基づいていることを明らかにした。彼女が見つけ出した矛盾は簡単な答えが見つからない問題を反映したものだったが（ミリアム・ブロディは「2つのウルストンクラフト」と呼んだ）、この作品はいまだにフェミニスト思想の礎石の地位を保っている。
ウルストンクラフトは、両方の性別が不平等に寄与していると考えていた。彼女は、女性が男性に対して当然かなりの力を持っていると考え、必要とされる社会的態度の変化を確実にするためには両性が教育を必要としていると確信していた。その質素な生まれと乏しい教育を考えると、彼女が個人で成し遂げた功績はその決意の固さを物語っている。ウルストンクラフトは、彼女やその仲間を「ペンのアマゾネス」と呼ぶサミュエル・ジョンソンによっておおいに嘲笑された。ヘスター・スレイルと自身の関係に絡めて 彼は執筆に関する男性の領域へ女性が侵入することに不満を述べたが、女性の知性や教育についてはそうしていない。多くの評論家にとって、ウルストンクラフトは平等的フェミニズムを最初に成文化した人物、あるいは社会における女性的役割の最初の拒否者を象徴している。

## 19世紀

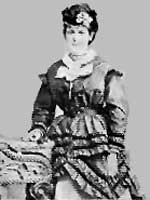
作家であり学者でもあるヘレン・ケンドリック・ジョンソンは、女性参政権に反対した。

### 女性の理想像
19世紀のフェミニストは文化的不平等に対して反抗したが、そこには広く受け入れられていた有害なビクトリア朝における女性の「適切な」役割と「領域」の典型も含まれる。常にそれが実現されていたわけではないもののビクトリア朝における理想は、理論上は非常に明確に定義された男性と女性の「異なる領域」という二分を設けていた。この価値体系において、男性は公的領域（賃金労働と政治の空間）を占め、女性は私的領域（家庭と子供たちの空間）を占めていた。この「女性の理想像」は「家庭の崇拝」とも呼ばれ、「ビートン夫人の家庭経営のための本」やサラ・スティックネイ・エリスの作品など、ビクトリア朝の指南書にその典型を見ることができる。コベントリー・パットモア、マリア・デル・ピラール・シヌエス・デ・マルコのベストセラー書籍である「我が家の天使」（1854）や「El ángel del hogar」は、ビクトリア朝の女性の理想像の象徴となった。ビクトリア女王自身もフェミニズムの概念を軽んじていて、私的な書簡で「『女性の権利』という狂った邪悪な愚かさ」と書いた。

### フィクションにおけるフェミニズム
ジェーン・オースティンが19世紀初頭の制約された女性の生活について書いたのと同様、シャーロット・ブロンテ、アン・ブロンテ、エリザベス・ギャスケル、ジョージ・エリオットは女性の悲惨と鬱屈を描いた。アメリカのジャーナリストであるファニー・ファーンは、自伝的小説「ルース・ホール（Ruth Hall）」（1854）で、夫の不慮の死の後、新聞のコラムニストとして働きながら子供たちを養育する自身の苦闘について書いた。ルイーザ・メイ・オルコットは、重婚の夫から逃げ出して自立を果たす若い女性について描いた強力なフェミニスト小説「長く危険な愛の追求（A Long Fatal Love Chase）」（1866）を執筆した。
男性作家も女性に対する不公正を認識していた。ジョージ・メレディスやジョージ・ギッシング、トーマス・ハーディの小説、ヘンリック・イプセンの戯曲は、当時の女性の置かれた窮状を概説している。メレディスの「クロスウェイのダイアナ」（1885）は、キャロライン・ノートンの生涯を物語っている。ある批評家は後にイプセンの戯曲を「フェミニズムのプロパガンダ」と呼んだ。

### ジョン・ニール

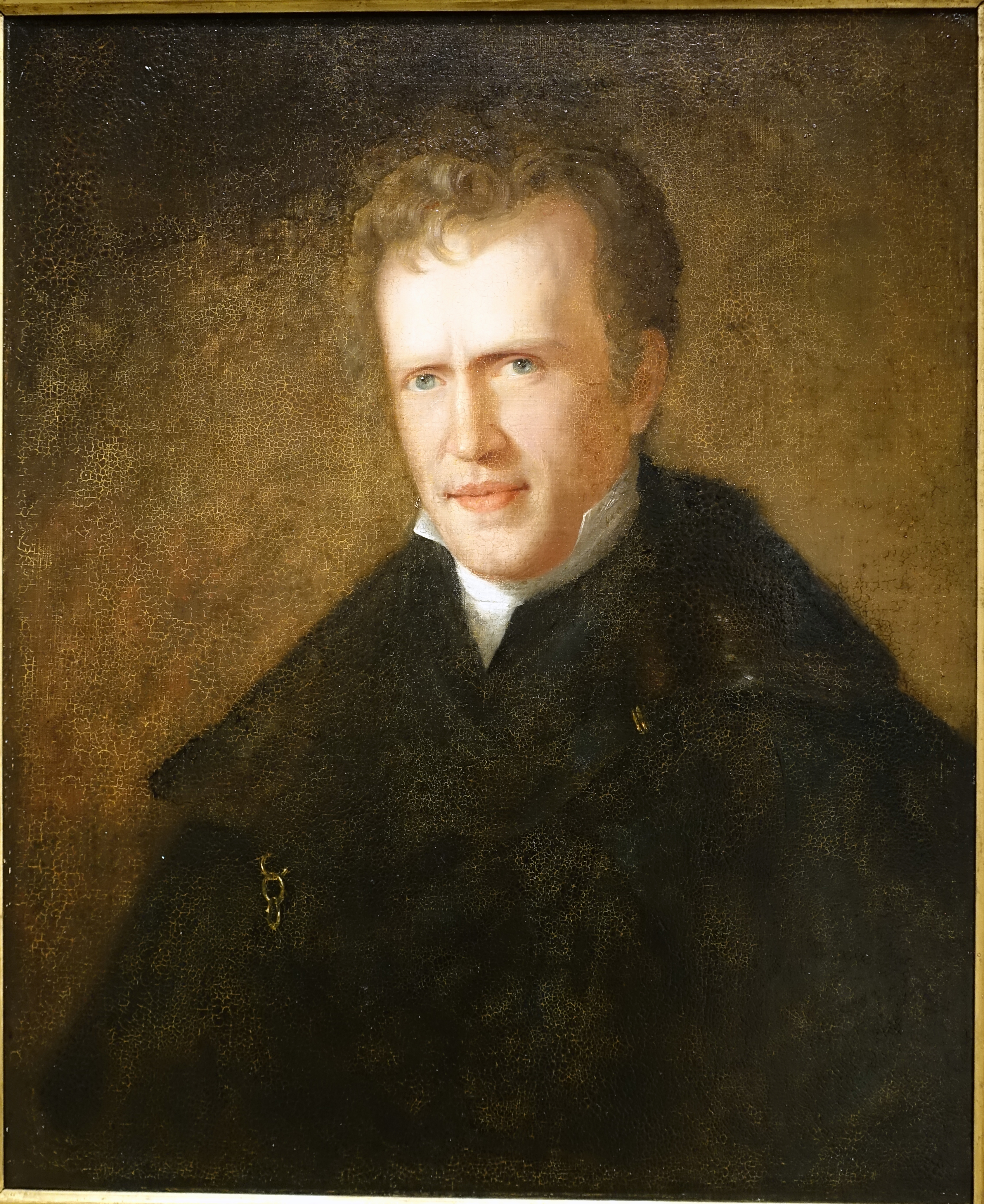
ジョン・ニール

ジョン・ニールは、アメリカにおける最初の女性権利主唱者として知られる。1823年から 少なくとも1869年まで、彼は雑誌記事、短編小説、講演、政治組織、個人的な交友関係を利用して、米国と英国のフェミニスト問題を前進させ、1843年頃にはこの分野における彼の影響力はおおいに高まっていた。彼は男女の知的平等を宣言し、カバーチュア制度（結婚すると女性側の法的な権利と義務が男性側の権利と義務に包含される制度）と戦い、女性参政権、同一賃金、そして女性のためのより良い教育と労働条件を要求した。 1820年代のニールの初期のフェミニズム評論は、メアリ・ウルストンクラフト、キャサリン・マカーリー、ジュディス・サージェント・マレーとセネカ・フォールズ・コンベンション時代の継承者であるサラ・ムーア・グリムケ、エリザベス・キャディ・スタントン、マーガレット・フラーの間の知的断絶を埋めるものである。男性作家だったことで女性フェミニスト思想家に対して広く見られたさまざまな形での非難とは無縁だったこともあり、ニールによる擁護論は、この分野をイギリスとアメリカの主流に押し戻す上で極めて重要だった。
ブラックウッド誌（1824-1825）でのエッセイで、ニールは女性参政権を呼びかけ、「知性に関して女性は男性より『劣っている』わけではなく、男性と『異なっている』だけ」であり「常識的に言えば女性は男性と同じ様に扱われるべきだ」と述べた。ヤンキー誌（1828–1829）では、彼は女性のための経済的機会を要求し 、「私たちはその日が来ることを待ち望んでいます ...すべての年齢の女性が ...パンを得るのための結婚を迫られることなく、自身の生活を維持できるその時を」と述べている。1843年、「女性の権利」と題された最も参加者の多かった彼の講演で、ニールは当時ニューヨーク市最大の講堂だったブロードウェイ・タバナクルで約3000人の聴衆を前に講演した。南北戦争後の晩年には女性参政権運動に携わったことでニールはメイン州、アメリカ全土の両方でさらに著名になった。彼はエリザベス・キャディ・スタントンとスーザン・B・アンソニーによる全国婦人参政権協会を支援し、その機関誌「革命」に執筆した。彼の死後、スタントンとアンソニーは自著「女性参政権の歴史（History of Woman Suffrage）」の中で彼の功績を称えた。

### マリオン・リードとキャロライン・ノートン
19世紀初頭にはフェミニストの抗議の声には社会的影響はほとんど、あるいはまったくなかった。政治的・社会的な秩序に変化の兆候はほとんどなく、それとわかる女性運動が起きた証拠もない。19世紀の終わり頃になると、より厳格な社会モデルと行動規範が出現し、それと並行するように共同体内で懸念が集まるようになった。マリオン・リードはこれを女性の封じ込めと抑圧と表現した。高まる女性的美徳の強調は一部では女性運動への呼びかけを巻き起こしたが、こうした女性であることを理由にした役割の強調は、19世紀初頭のフェミニストの多くを疑念と心配で苦しませ、それに反対する考えを煽った。
スコットランドでは、リードが1843年に「女性のための請願（A Plea for Woman）」を発表し、これは大きな影響を与えた。この請願は大西洋両岸の西側諸国での、女性の権利のための課題を提案するもので、そこには女性の投票権も含まれている。
キャロライン・ノートンはイギリスの法律の改正を提唱した。彼女は、虐待的な結婚生活を送るうちに女性の法的権利が欠如していることに気づいたのだった。ビクトリア女王への彼女の訴えとそれに関連する活動によって問題が広く知られるようになったことは、既婚女性と子供の養育権の問題を認識し、それに対応するためにイギリスの法律を変える上でおおいに助けとなった。

### フローレンス・ナイチンゲールとフランシス・パワー・コブ

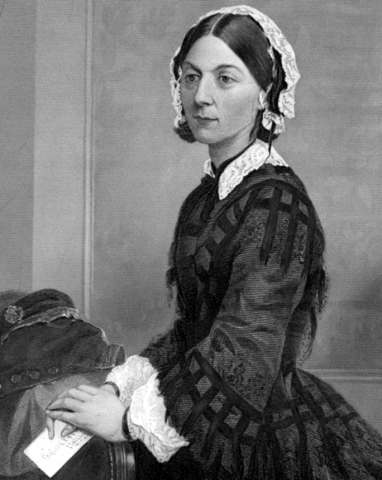
フローレンス・ナイチンゲール

ノートンを含む多くの女性は組織化された運動に慎重だったが、彼女たちの行動と言葉はしばしばそうした運動を力づけ、鼓舞した。フローレンス・ナイチンゲールもこうした動きの中に含まれる。女性には男性と同じだけの潜在能力があるが、それを実現するための機会が与えられていないと確信していたナイチンゲールは、後に有名となるその看護師としての経歴を開始した。当時、彼女はその知恵よりも女性的美徳を褒め称えられた。これは1800年代半ばの女性の功績を称える際によく見られた偏見の典型例である。
意見の違いによってフェミニストは常に互いの努力を支持するわけではなかった。ハリエット・マルティノーらは、ウルストンクラフトの功績を危険なものとして退け、ノートンの率直さを嘆いたが、マルティノーがアメリカで目にした奴隷制度廃止運動は、理論的には女性にも適用されるべきものであると捉えた。彼女の著作「アメリカの社会」は極めて重要な役割をになった。それは自身の理念のために戦おうとする女性たちの想像力を捕らえたのである。

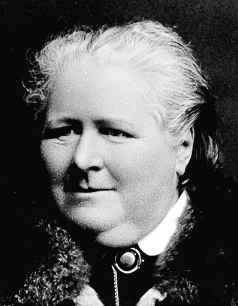
フランシス・コブ

アンナ・ウィーラーは、フランスで働くうちに、サンシモン主義の社会主義者の影響を受けた。彼女は参政権を擁護し、ジェレミー・ベンサムと同じくらい危険な過激派として、保守党指導者のベンジャミン・ディズレーリの注意を引いた。彼女は後に、初期の社会主義者でフェミニスト擁護者であるウィリアム・トンプソンに着想を与え、彼は、女性の権利の完全な平等を擁護する英語で出版された最初の作品である「人類の半分の訴え（Appeal of One Half of the Human Race）」（1825）を書いた。
過去数世紀のフェミニストは教育から女性が排除されていることこそが、家庭内で女性が低い地位におかれ、社会進歩が拒絶されている大きな原因であるとしてそれを非難したが、19世紀における女性教育には改善が見られなかった。とりわけフランシス・パワー・コブは教育改革を強く呼びかけ、結婚や財産権、家庭内暴力とともにその問題に関心を集めさせた。
イギリスのマルティノーやコブ、アメリカのマーガレット・フラーなどの女性ジャーナリストはジャーナリストとしての雇用を得て、他の女性たちに影響を与える立場にいた。コブはたんに抽象的な問題としてだけでなく具体的な理念として「女性の権利」について言及した。

### ランガムプレイスの女性たち
バーバラ・リー・スミスとその友人たちは、1850年代にロンドンのランガムプレイスで定期的に会合を開き、改革を達成するために必要となる統一的な女性の声明について話し合った。これら「ランガムプレイスの女性たち」には、ベッシー・レイナー・パークスやアンナ・ジェイムソンが含まれる。彼女たちは教育、雇用、婚姻法に焦点を合わせていた。彼女たちの理想の1つは1855年の既婚女性財産委員会として結実した。彼女たちは法律改革の請願のために何千もの署名を集め、そのうちのいくつかは成功をおさめた。またスミスは1848年にアメリカで開催されたセネカ・フォールズ会議にも出席した。
スミスとパークスは時に共同で、時に個別に、教育と雇用の機会についての多くの記事を書いた。ノートンと同じ年にスミスは、自身が1854年に「女性に関するイングランド法の簡単な要約（A Brief Summary of the Laws of England concerning Women）」で書いた不公正な法的枠組みについて要約版を出版した。彼女はイギリス女性ジャーナル誌での職を通じて多くの女性と交流することができた。この雑誌への投書は、女性雇用促進協会（SPEW）の創設へとつながった。スミスの既婚女性財産委員会は、未婚の女性を含む全ての女性のための法律改正をおこなうために26000筆の署名を集めた。
ハリエット・テイラーは1851年に「参政権付与」を発表し、家族法における不平等について論じた。1853年、彼女はジョン・スチュアート・ミルと結婚し「女性の開放」のための取材資料の多くを彼に提供した。
エミリー・デイビスもランガム・グループに出会い、エリザベス・ギャレットと共にロンドン郊外にSPEW支部を設立した。

### 教育改革
教育と雇用に対する相互に関連した障壁は、例えば、ハリエット・マルティノーが1859年のエジンバラ・ジャーナル誌の記事「女性産業」で説明したように、19世紀のフェミニスト改革運動の主軸を形成していた。これらの障壁は経済と同様に変化しなかった。しかしコブとは違い、マルティノーは実際的な理由から穏健な態度を保ち、新たに現れつつある参政権の要求を支持しなかった。
デイビスやランガム・グループのに見られたような女性教育改革の取り組みはゆっくりと浸透していった。ロンドンのクイーンズ・カレッジ（1848）とベッドフォード・カレッジ（1849）が1848年から女性に一定の教育を提供し始めた。1862年時点で、デイビスは、その頃に創設された地方試験に女性が参加することを許可するよう大学を説得するための委員会を設立し、それは1865年に部分的な成功を収めた。彼女は1年後に「女性高等教育（The Higher Education of Women）」を出版した。デイビスとリー・スミスは、女性のための最初の高等教育機関を設立し、5人の学生がそこに登録した。その後、この学校は1869年にケンブリッジのガートン・カレッジ、1871年にケンブリッジのニューナム・カレッジ、 1879年にオックスフォードのレディ・マーガレット・ホールへと変わった。ベッドフォードは前年に学位を授与し始めていた。これらの目に見える進歩にもかかわらず、それらを利用できる人間は少なく、女子学生の生活は依然として困難なものだった。
1883年のイルバート法案論争（イギリス人犯罪者を裁判にかけるためのインドの司法裁判権を提案したイギリス領インドの法案についての論争）では、この法案を支持するベンガル人女性は、彼女たちは法案に反対するイギリス人女性よりも教育を受けていると指摘され、また、当時、イギリス人女性よりもインド人女性の方が学位を持っている者が多いことが注目を集めた。 
イギリスとアメリカのフェミニストの間の継続的な交流の一環として、医学部を卒業した最初のアメリカ人女性の1人であるエリザベス・ブラックウェル（1849）は、ランガム・グループの支援を受けてイギリスで講演を行った。最終的に彼女はフランスで学位を取得した。1870年にギャレットがロンドン教育委員会の要職に立候補して大成功を収めた運動は、非常に意欲的な女性の小集団が地方自治体レベルで影響力のある地位に到達し始めたことを示す例の1つである。

### 女性運動
運動は女性たちが新しい政治的手法を試し、異なる社会改革集団と手を組む良い機会となった。彼女たちは既婚女性財産法（1882年可決）のための運動、1864年、1866年、1869年の伝染病法廃止のための運動を含む運動で成功をおさめた。
全体的に言って女性たちは法律に内在する不公正と女性蔑視に憤慨してた。史上初めて、売春婦の権利を多くの女性が取り上げた。こうした問題を取り上げた著名な批評家にはブラックウェル、ナイチンゲール、マルティノー、エリザベス・ウォルステンホルムが含まれる。エリザベス・ギャレットは姉のミリセントとは異なり、こうした運動を支持しなかったが、後にこの運動が成功をおさめたことを認めた。
カリスマ的な指導者であり、売春問題ですでに経験を積んでいた熟練の運動家だったジョセフィン・バトラーが自然と指導的立場となり、1869年に伝染病法廃止のための全国女性協会のリーダーとなった。彼女の功績は組織化された圧力団体の潜在的な力を示すものである。協会は、この法律が売春婦を侮辱しているだけでなく、露骨な性的二重基準を推進していることによって全ての女性と男性を侮辱していると説得力をもって主張した。バトラーの活動は、多くの穏健な女性の急進化をもたらした。この法律は1886年に廃止された。
小規模なところでは、アニー・ベサントがマッチガール（女性の工場労働者）の権利擁護とロンドンにおける彼女たちのひどい労働環境に反対する運動を行った。リンク誌など隔週の定期刊行物でのインタビュー記事によって労働者の困難な状況を公表するという彼女のやり方は、社会問題に対する国民の関心を高めるための一般的な方法となった。

## 19世紀から21世紀へかけて
アリス・エコールスによれば、1968年のニューヨーク・タイムズ・マガジンの記事「フェミニストの第二波」でジャーナリストのマーサ・ワインマン・リアによって「第二波」の名付けがされるまで、フェミニストはフェミニズムのそれぞれの波を認識していなかった。ジェニファー・バウムガードナーは、ロクサーヌ・ダンバー・オルティス教授による運動を「波」として分割することへの批判と、特定のフェミニストをどの波に分類するかの難しさを報告している。彼はまた、ある波への批判者は前の波の重要な一員であることがままあること、この波の間隔がますます短くなっていることを主張している。この「波論争」は、歴史家やその他の学者による女性政治活動の年表の確立方法に影響を与えている。

### 第一の波

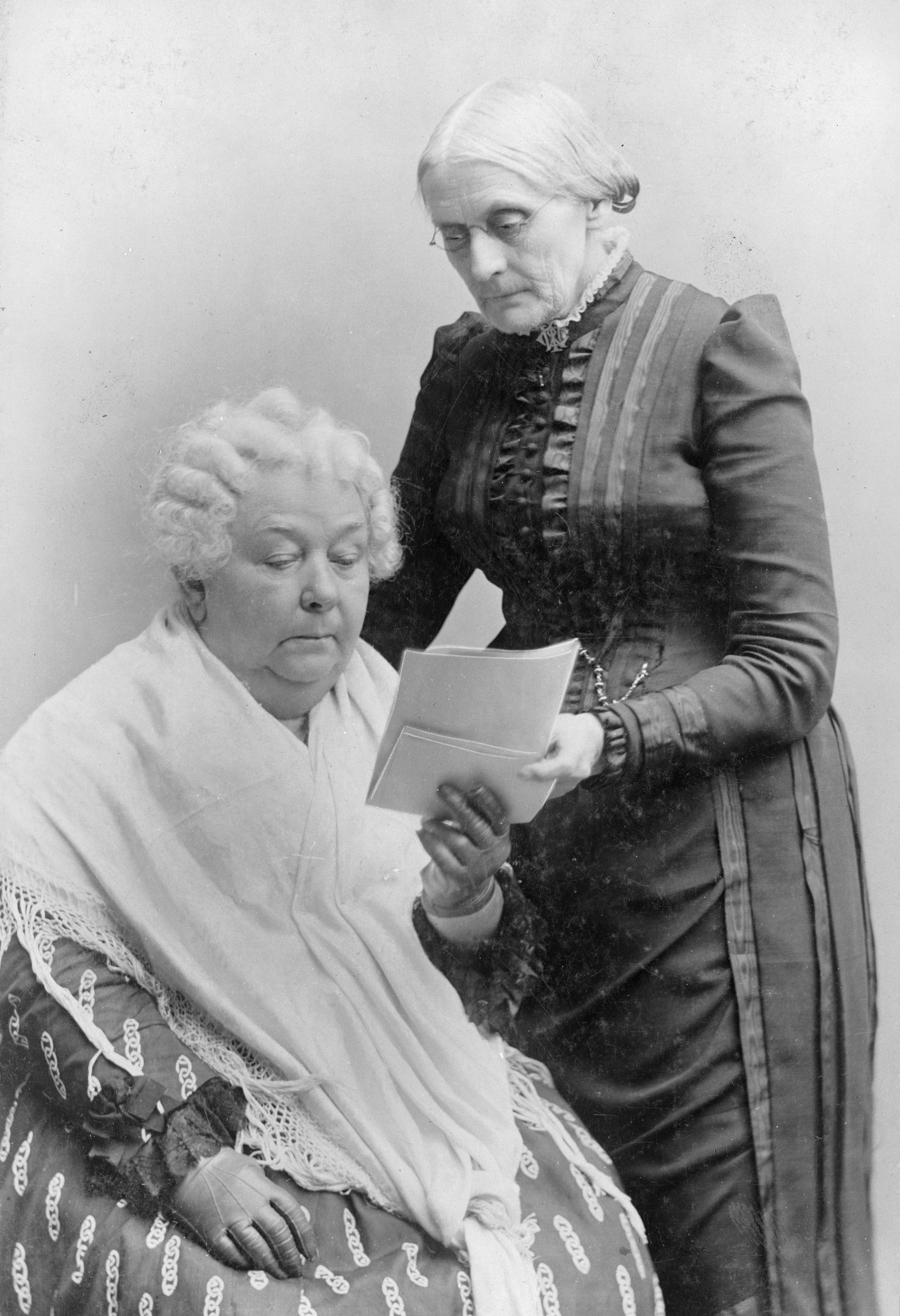
エリザベス・キャディ・スタントン（着席）とスーザン・B・アンソニー

女性参政権、女性の教育権、より良い労働条件、ジェンダーにおける二重基準の廃止を勝ち取ろうとした、英語圏における19世紀から20世紀初頭のフェミニスト活動は、第一波フェミニズム（英: First-wave Feminism）として知られる。「第一波」という用語は、基本的な政治的不平等を乗り越えてさらに社会的・文化的不平等のために戦うようになった新しいフェミニスト運動を表すために第二波フェミニズムという用語が使用されるようになった際に、さかのぼって造られた。アメリカでは、フェミニスト運動の指導者たちは女性の権利を擁護する前に、奴隷制と禁酒法の全国的廃止を訴えた。アメリカの第一波フェミニズムには幅広い女性が関わっており、保守的なキリスト教グループ（フランシス・ウィラードや女性参政権連合など）に属する女性もいれば、第二波フェミニズムによく似た多様性と過激主義を持つ女性（スタントン、アンソニー、マティルダ・ジョスリン・ゲージ、そしてスタントンが会長を務めていた全国婦人参政権協会など）もいた。アメリカにおける第一波フェミニズムは、女性にアメリカでの参政権を認めた米国憲法修正第19条（1920年）の成立で終わったと考えられてる。
女性の平等のための活動はアメリカに限定されたものではなかった。 19世紀半ばのペルシャでは、バーブ教の初期信徒だったタヒリが詩人、また宗教改革者として活躍した。当時のペルシャではおおやけの場で女性と男性が話すことや非聖職者が宗教について話すことはタブーと考えられていたが、彼女は社会的・神学的な問題についておおやけの場で議論することで当時の知識人に戦いを挑んだ。1848年、彼女はベールを着けずに男性の群衆の前に現れて女性の権利についての演説を行い、支配的だった道徳的秩序の根本的打破と新しい宗教的・社会的な制度の開始を訴えた。この出来事の後、彼女はペルシャ政府によって逮捕され自宅監禁状態におかれ、1852年8月に35歳で絞首刑に処された。処刑に際して彼女は「あなたたちは好きなように私を殺すことができますが、女性の解放を止めることはできません」と宣言したと報告されている。この彼女の逸話は急速にヨーロッパの人々に広がり、彼女は後続世代のイランのフェミニストを鼓舞した。バハイ教の信徒は、彼女を最初の女性参政権殉教者であり、男女平等の推進における恐れを知らない勇気を示す例として認識している。
1840年代にドイツでルイーズ・ディトマーが女性の権利のために運動を行った。それに少し遅れて市川房枝が日本の女性参政権運動の第一波として現れた。またメアリー・リーは1894年に女性に投票を許可した最初のオーストラリアの植民地である南オーストラリア州の参政権運動で活躍した。ニュージーランドではケイト・シェパードとメアリー・アン・ミュラーが1893年に女性の投票を達成するために働いた。

修正第19条

アメリカにおける1830年代の反奴隷制運動は、フェミニズムとイデオロギー的に親和性のある理念を持ち、後のフェミニスト政治組織の青写真となった。女性を排除しようとする試みは、彼女たちの信念を強めるだけだった。サラ・グリムケとアンジェリーナ・グリムケは運動の焦点を奴隷制から女性解放へと急速に移した。当時最も影響力のあったフェミニスト作家は、1845年に『19世紀の女性（Woman in the Nineteenth Century）』を出版したジャーナリストのマーガレット・フラーだった。ニューヨーク・トリビューン紙によるヨーロッパ特派員としての彼女の仕事は大西洋両岸の女性権利運動の動きを同調させる助けとなった。

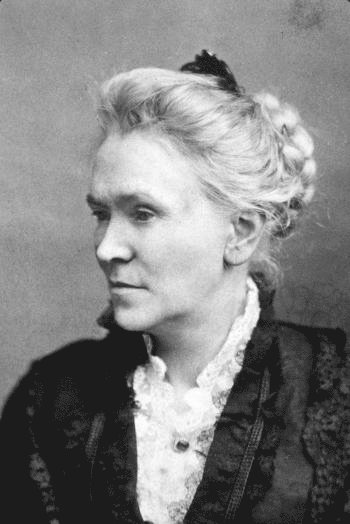
マティルダ・ジョスリン・ゲージ

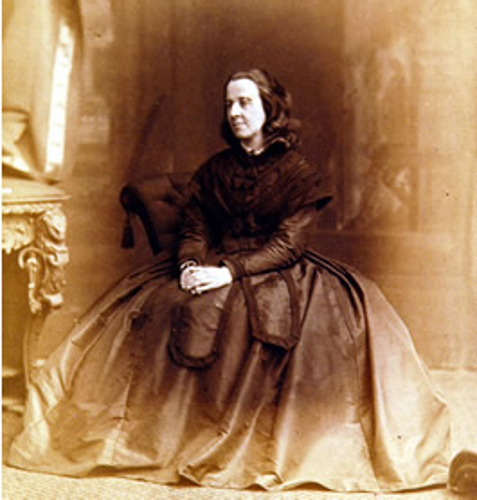
ベッシー・レイナー・パークス

エリザベス・キャディ・スタントンとルクレシア・モットは1840年にロンドンに向かう道中で出会った。彼女たちはロンドンで第一回世界反奴隷制会議に参加しようとしたのだが、主導権を握る男性たちによって女性であることを理由に遠ざけられてしまった。1848年、モットとスタントンはニューヨーク州セネカ・フォールズで女性権利会議を開催し、そこで女性のための独立宣言が起草された。ルーシー・ストーンは、1850年に第一回全国女性権利会議を組織する手伝いを行った。この会議は先のものより大規模で、ソジャーナ・トゥルース、アビー・ケリー・フォスターなどが講演し、スーザン・B・アンソニーが女性の権利の理念に取り組むきっかけとなった。1851年12月、オハイオ州アクロンで開催された女性会議でソジャーナ・トゥルースは講演して、フェミニスト運動に多大な貢献を果たした。彼女は、伝統的に男性に属している仕事を遂行する力が自分たちにあると示すことによって、後に「私は女ではないの?」として知られることになる女性の権利促進のための力強い演説を行った。バーバラ・リー・スミスは1858年にモットと出会い、大西洋両岸でのフェミニスト運動のつながりを強化した。
スタントンとマティルダ・ジョスリン・ゲージは、教会を女性の権利に対する大きな障害と見なし 、家母長制についての文学が生まれることを待望した。ゲージとスタントンの両者はこの主題に関する作品を制作し、さらに『女性の聖書（The Woman's Bible）』を共著した。スタントンは『家母長制、あるいは母の時代（The Matriarchate or Mother-Age）』 を、ゲージは『女性、教会、国家（Woman, Church and State）』を書いた。これは、ヨハン・ヤコブ・バコーフェンの主張を完全に反転させた上で、独自の認識論的観点、客観性批判、主観的認識を追加したものだった。
スタントンは女性が劣っているという偏見を観察し「これらの偏見の最悪の特徴は、女性自身がそれらを信じていることである」と述べた。しかし、この男性中心的な神学伝統を女性中心的な見方で置き換える試みは宗教的要素に支配された女性運動においてはほとんど前進しなかった。そのため、彼女とゲージは後続の世代にはほとんど無視された存在だった。
フェミニズムは、米国では1913年までには一般的な用語となっていた。1910年代、1920年代の主要な問題は、参政権、女性の党派活動、経済と雇用、セクシュアリティと家庭、戦争と平和、そして平等実現のための憲法改正といったものだった。平等と差異の両方が女性の社会的地位向上への道として見られていた。当時は、全国女性党や全米女性参政権協会、全国女性有権者連盟などの参政権支持団体、アメリカ女性大学協会や全米事業職能女性クラブ連合会、全国女性労働組合総連合などの職業団体、女性国際平和自由連盟や国際女性評議会などの平和団体、女性キリスト教禁酒組合や全国禁酒法改革女性団体などのアルコール依存症対策団体、全国有色人種女性協会などのような人種や性別を中心とする団体などが存在していた。著名な指導者・理論家としてはジェーン・アダムズ、アイダ・B・ウェルズ、アリス・ポール、キャリー・チャップマン・キャット、マーガレット・サンガー、シャーロット・パーキンス・ギルマンなどがいた。

### 参政権

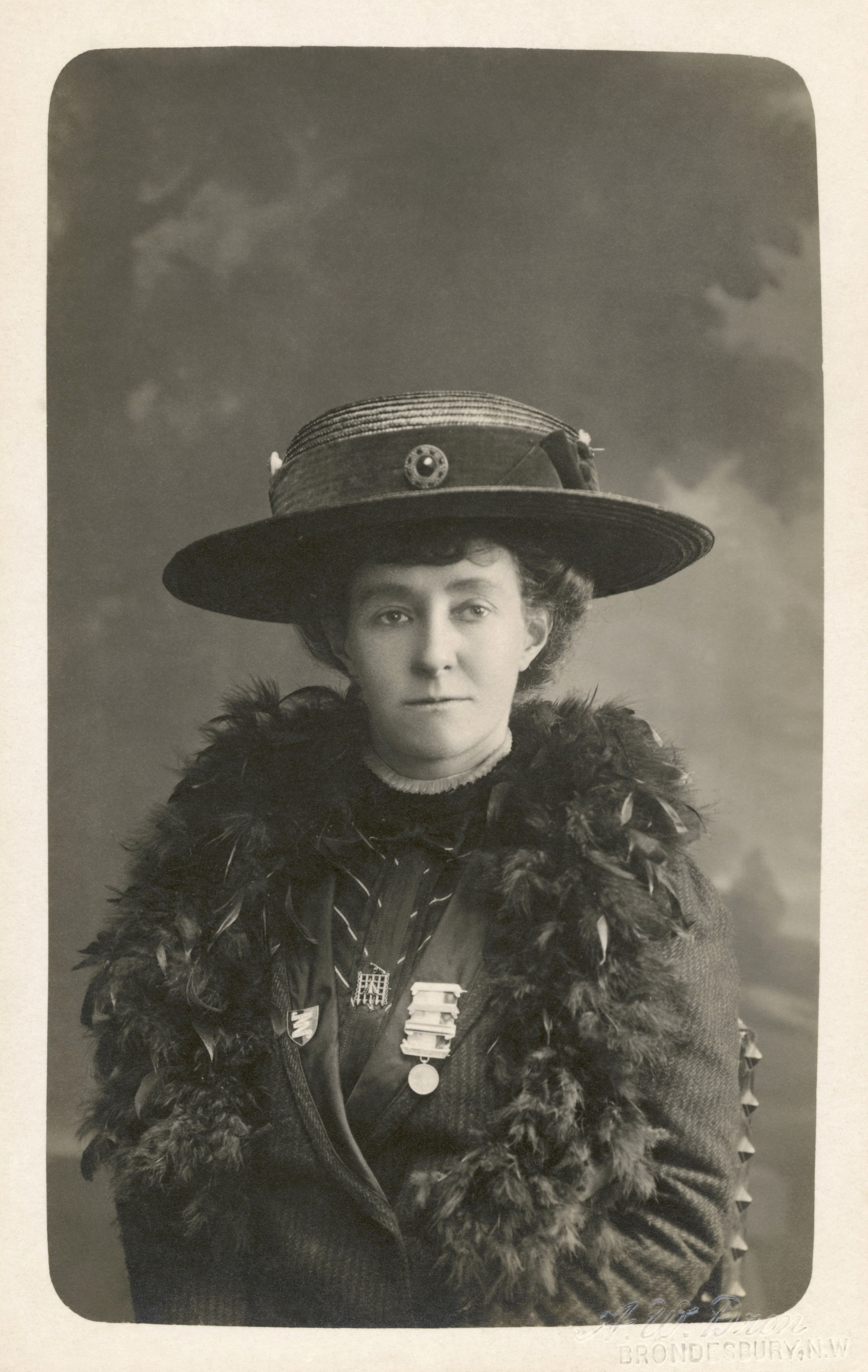
エミリー・デイヴィソン

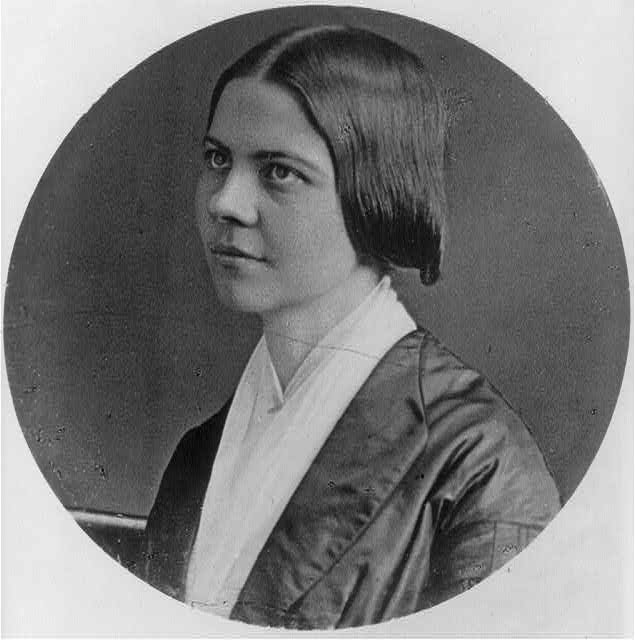
ルーシー・ストーン

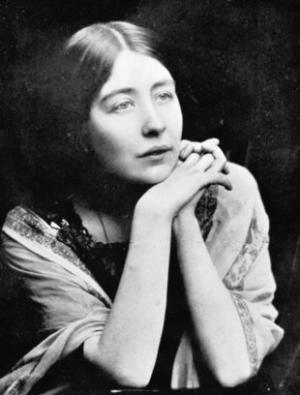
シルビア・パンクハースト

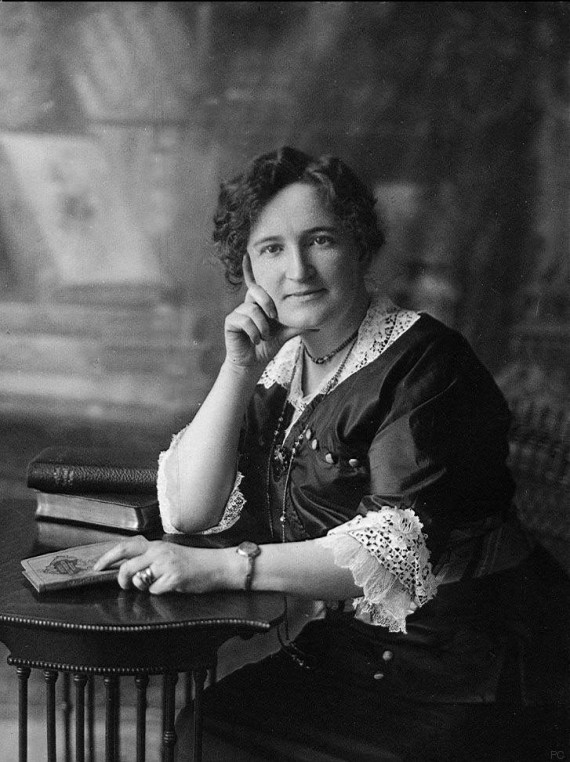
ネリー・マクラング

女性の選挙権、そして女性の議会代表は女性が声なき二級市民として扱われなくなるというパラダイムシフトを意味していた。女性参政権運動は過去250年の間で最も深く根付いた運動だった。
当初、参政権は優先度の低いものとして扱われてた。しかしコンドルセとド・グージュによる主張、そしてヴェルサイユでの1789年の行進を主導した女性たちによって、フランス革命はこの動きを加速させた。 1793年に革命共和党女性協会が設立され、その年の終わりに制圧される前に、参政権がその検討課題に含められた。結果的に、これはこの問題が今やヨーロッパ政治的課題のひとつとなったことを示すものになった。
ドイツの女性は1848年革命前夜（Vormärz）にあった。イタリアではクララ・マッフェイ、クリスティーナ・トリヴルツィオ・ディ・ベルジョイオーソ、エステル・マティーニ・カリカが1848年の前段階となる政治的活動を行っていた。イギリスでは1820年代のウィーラーとトンプソンの著作、また1840年代のリード、テイラー、アン・ナイトのよって参政権への関心が高まっていた。ニュージーランドは女性が選挙権を獲得（1893年）した最初の主権国家だったが、女性はさらに後の時代になるまで選挙に立候補する権利が無かった。オーストラリアの南オーストリア州（1894年）は、女性に完全な参政権を公式に付与した世界で最初の主権国家となった。

#### サフラジェット
ランガム・プレイスの女性たちは、1866年にエリザベス・ギャレットの自宅で開かれた会議で参政権委員会を設立し、1867年にそれをロンドン女性参政権協会と改名した。すぐに同様の委員会が全国に広がり、それらは請願書を提出し、ジョン・スチュアート・ミルと緊密に協力して働いた。既存の雑誌や新聞への寄稿が拒否されるとフェミニストたちは独自の雑誌や新聞を創刊した。例えば1870年にはリディア・ベッカーによって女性参政権ジャーナル誌が創刊された。
他にもリチャード・パンクハーストのイギリス女性レビュー誌（1866）などもあった。最大の問題は戦術における論争と団体の会員が安定しないことだった。女性は（ミルのような）男性を仲間とするべきかどうかについて検討を続けた。検討が進むとともに、各人の失望によって運動がより過激になっていくのを見てミルは身を引いた。政治的圧力によって議論は続けられたが、毎年のように議会で運動は敗北した。
しかしながら女性たちは政治的経験を積み重ね、それによって地方自治体レベルでのゆっくりとした進歩がもたらされた。しかし何年にもわたる鬱屈の末、多くの女性がますます過激化していった。中には税金の支払いを拒否する者もいた。やがてパンクースト家が運動の主導権を握るようになり、1889年に女性の地方参政権を求める女性参政権連盟が設立された。

#### 他国での参政権
イギリス属領であるマン島は、女性に投票を許可した（1881）最初の独立管轄区域であり、その後、ケイト・シェパードが先導した改革によって1893年にニュージーランドで投票権が認められた（ただし立候補は許されていなかった）。またオーストラリアの一部の州も女性に投票を許可していた。短期間だけ許されたビクトリア州（1863–5）、南オーストラリア州（1894）、西オーストラリア州（1899）などである。連邦レベルではオーストラリアの女性は1902年に参政権が与えられ、さらにフィンランドで1906年に、ノルウェーで最初1907年（最終的に1913年）に参政権が与えられた。

### 20世紀初頭
エドワード朝時代として知られる20世紀初頭になると、ビクトリア朝的な堅苦しく保守的な女性の服装に変化が起き始めた。女性、特に裕福な男性と結婚した女性は、現在の私たちが実用的とみなすような服をよく身につけるようになった。

オランダでは、ウィルヘルミナ・ドラッカー（1847-1925）が、設立した政治組織やフェミニスト組織を通じて女性の投票と平等な権利のために戦い成功をおさめた。 1917年から1919年にかけて女性参政権が達成された。

当時の本、記事、演説、写真、論文では、広く議論されていた政治改革や参政権のといった問題の他にもさまざまな問題が扱われた。たとえばオランダでは、フェミニストの主な関心事は教育の権利、医療の権利、 労働条件の改善、平和、そしてジェンダーにおける二重基準の撤廃だった。フェミニストであることはさして注目を集めるようなことではなかった。
エメリン・パンクハーストは、1903年に女性社会政治同盟（WSPU）を結成した。彼女が言うように、この組織はもはや女性参政権を「緊急的な必要性を持った権利」と見なしていた。州レベルで見ると、オーストラリアや米国ではすでに一部の女性に参政権が与えられていた。スーザン・B・アンソニー（1902）などのアメリカのフェミニストはイギリスを訪れた。WSPUは最も有名な参政権団体だったが、それでもミリセント・ギャレット・フォーセットが率いる女性選挙権協会全国連合（NUWSS）や女性自由連盟など、数多くある団体の1つにすぎなかった。WSPUは、外部からの援助も受けていたものの、パンクハースト家を中心とした組織だった。クリスタベル・パンクハーストが中心となり、アニー・ケニー、フローラ・ドラモンド、テレサ・ビリントン、エセル・スマイス、グレース・ロー、ノラ・デイカー・フォックス（後にノラ・イーラムとして知られる）といった友人が彼女の周りに集まっていた。エリザベス・ギャレットなどの年長者も参加していた。
1906年、デイリー・メール紙は多分に嘲笑的な意味合いを込めてこうした女性たちを初めて「サフラジェット」と呼んだ。しかし、この呼び名はデモ行進や特徴的な緑・紫・白のエンブレム、芸術家参政権連盟による扇情的な絵画に象徴される、より戦闘的な形態の参政権論者を表す言葉として当の女性たちに受け入れられた。フェミニストは写真とメディアを利用することを学び、1914年に撮影されたエメリンの写真など、鮮やかな視覚的記録を残した。

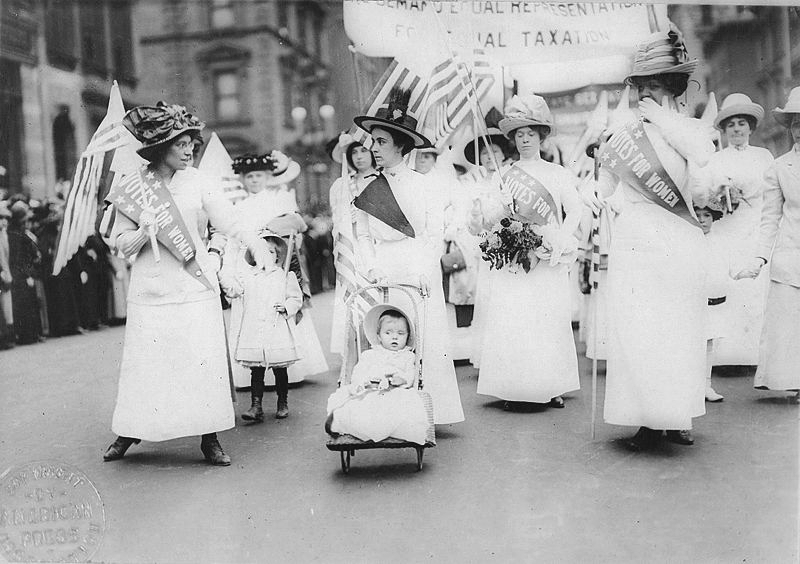
1912年5月6日、ニューヨークでの参政権パレード

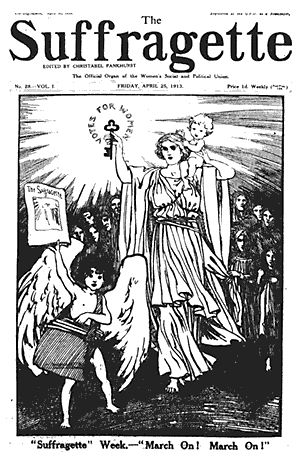
WSPUのサフラジェット誌の表紙、1913年4月25日（1830年のドラクロワの民衆を導く自由の女神のオマージュ）

抗議行動はしだいに激しくなり、野次、ドアの殴打、店のショーウィンドウの破壊、放火など起きた。WSPUのメンバーであるエミリー・デイヴィソンは、1913年のエプソム・ダービーで不意に走路に侵入し、王の所有馬とぶつかって亡くなった。こうした戦術は同調と反発の両方を生み出した。多くの抗議者が投獄され、投獄された者たちがハンガーストライキを行ったため、イギリス政府は困難な状況に置かれた。こうした政治行動によって参政権論者は自身の置かれた制度的差別と性差別について広く世間に知らしめることに成功した。

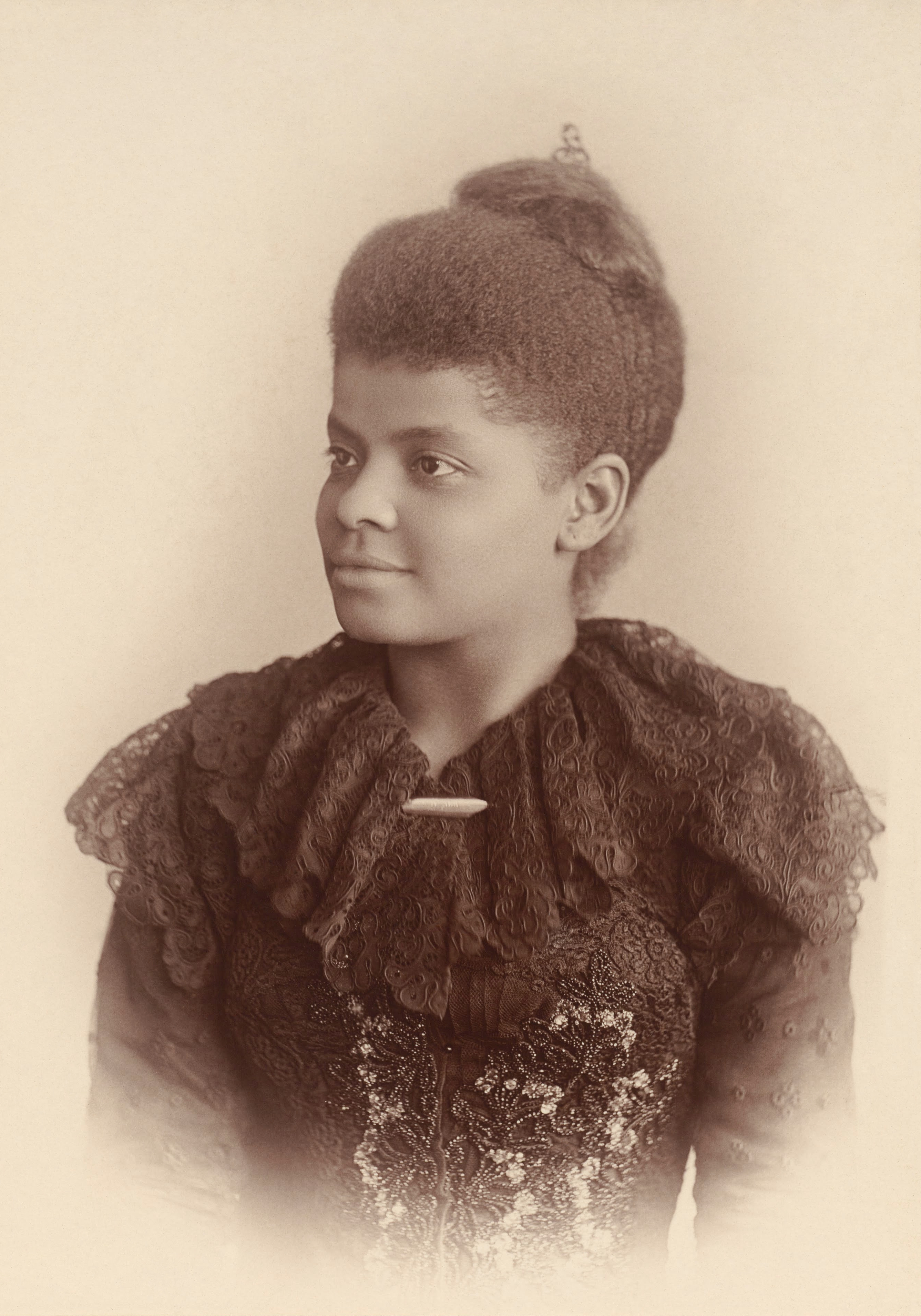
アイダ・B・ウェルズ

#### フェミニストSF
20世紀初頭、社会における女性の役割を扱ったサイエンス・フィクションのサブジャンルとしてフェミニストSFは登場した。第一波フェミニズム当時のユートピア文学運動の女性作家は性差別を取り上げることが多かった。シャーロット・パーキンス・ギルマンの『フェミニジア』（1915年）もそうしたものの1つである。ベンガルのイスラム教徒フェミニスト、ロキア・サハワット・フセインによる『スルタナの夢（Sultana’s Dream）』（1905）は、未来世界での性別が逆転したパルダ制を描いている。
1920年代、クレア・ウィンガー・ハリスやガートルード・バロウズ・ベネットといった作家は、女性の視点から書かれたSFの物語を発表し、そこでは時にジェンダーやセクシュアリティに基づいたテーマが扱われた。 一方で1920年代、1930年代のパルプ雑誌に掲載されたSFでは性差別的な女性像と過剰な男らしさが描かれていた。1960年代になるとSFは政治的・技術的な社会批評と扇情主義を結びつけるものとなっていた。フェミニズムの到来とともに、この「転覆的で想像力あふれるぶジャンル」における女性の役割が問われるようになった。 
フェミニストSFは、社会がジェンダーの役割をどのように構築するか、生殖がジェンダーをどのように定義するか、男女の政治的力がどのように不平等であるかといった、社会的問題についての問いを投げかける。最も注目すべきフェミニストSF作品のいくつかは、ユートピアを道具立てとして使用してジェンダーの違いやジェンダーの力の不均衡が存在しない社会を模索し、またディストピアを使用してジェンダーの不平等が悪化した世界を想像し、それによってフェミニスト活動が続くことの必要性を主張している。

#### 第一次世界大戦と第二次世界大戦
第一次世界大戦中には前例のない数の女性たちが労働市場に参入し、その労働価値が知られることとなった。彼女たちが参入したのは多くの場合、新しい労働分野だった。また、戦争では多くの女性が亡くなり、全体的に見て家計収入には損失が残された。また多くの男性が亡くなったり傷を負ったため、人口構成に変化が起きた。さらに戦争は、フェミニス団体を分断した。多くの女性は戦争に反対したが、一方で「白い羽運動」に参加するものもいた。
フランソワーズ・テボーやナンシー・F・コットといったフェミニスト学者は、一部の国で第一次世界大戦に対して保守的な反応が起きたことを指摘している。それによると母性を奨励するような伝統的な姿や文学が強化されたと言われている。戦時中に現れたこうした特徴は「女性の国有化」と呼ばれてきた。
戦争の間の数年間、フェミニストは差別や権力層による反対と戦った。ヴァージニア・ウルフの『自分だけの部屋（A Room of One's Own）』で、ウルフは反動と自身の鬱屈の大きさについて書いている。その頃には「フェミニズム」という言葉は一般的になっていたが、マスメディアはその言葉を否定的な意味合いで用いており、それが女性に自身を「フェミニスト」であると認識することをためらわせていた。著名な作家の一人だったレベッカ・ウェストが「フェミニスト」として攻撃されたとき、ウルフは彼女を擁護した。ウェストに対する次のような言及が知られている。
「私自身はフェミニズムとは何なのかを正確には知りません。私が、自分は（いくら踏みつけにされても耐える）玄関マットや売春婦とは違うと表明すると、決まって人々は私をフェミニストと呼ぶのです」—ヴァージニア・ウルフ
1920年代には、フラッパー的な非伝統的スタイルや態度がアメリカ人とイギリス人の女性の間で人気を博した。

#### 選挙改革
イギリスの人民代表法（1918）は、男性に普通選挙権に近いものを、30歳以上の女性に選挙権を与えた。さらに1928年人民代表法によって参政権は男女の両方に平等に拡大された。これによって有権者の社会的・経済的な構成は労働階級の比率を増し、女性の問題により同情的だった労働党が有利なものとなった。
投票許可によって自動的に女性に議会選挙への立候補の権利が与えられたわけではなく、そのための議会法（女性の資格）はその次の選挙の直前に慌ただしく通過した。指名された1700人の候補者中、女性は17人だった。クリスタベル・パンクハーストは惜しくも議席を獲得できなかった。1918年にアイルランドで選出された最初の女性となったのはコンスタンツ・マルキエヴィッチ（シン・フェイン党）だったが、アイルランド民族主義者だった彼女はその議席に着くことを拒否した。
1919年と1920年にはアスター夫人とマーガレット・ウィントリンガムの両方が、夫の議席を引き継いで、それぞれ保守党と自由党の議席を獲得した。労働党は1924年に権力を握った。1929年にされた女性党結成というアスターの提案は実を結ばなかった。その後の数年間の一連の少数党政府による毎年のように行われた選挙によって、女性たちはかなりの選挙経験を積んだ。また労働党との緊密な提携は平等市民権協会全国連合（NUSEC）にとって問題があることがわかってきた。保守党の支持をほとんど得られなかったのである。しかしながらスタンリー・ボールドウィン首相との粘り強い関係は人民代表（参政権平等）法（1928）の成立によって報われた。
ヨーロッパの女性は、1906年にフィンランド（当時はまだ帝政ロシア下の自治州）、1915年にデンマークとアイスランド（完全なものは1919年）、1917年に共和制ロシア、1918年にオーストリア、ドイツ、カナダ 、1919年にオランダなどの多くの国、1920年にチェコスロバキア（現在のチェコ共和国とスロバキア）、1930年にトルコと南アフリカで参政権を得た。一方でフランスの女性は1945年まで参政権を得られなかった。1984年まで残った女性に参政権のない最後の国はリヒテンシュタインだった。 
1945年にフランスの女性に参政権が与えられた後、フランス植民地のマルティニークに2つの女性組織 Le Rassemblement féminin と l'Union des femmes de la Martinique が設立された。どちらも次回選挙での投票を女性に促すことを目的としていた。ジーン・レロによって設立された l'Union des femmes de la Martinique は政治的志向を持ったものだったが、ポーレット・ナダルによって設立された Le Rassemblement féminin は特定政党を支持せず、社会変革を生み出すために女性に政治的行動をとるように促すだけであると主張した。

#### 社会改革
政治的変化はすぐには社会環境の変化をもたらさなかった。景気後退の下において、女性は労働力の中でも最も脆弱なセクターだった。戦争前から仕事を持っていた女性の中には、帰還兵に仕事をゆずることを余儀なくされた者もいれば、過剰な仕事を押し付けられた者もいた。限定的な参政権のもと、女性参政権協会全国連合（NUWSS）は平等市民権協会全国連合（NUSEC）へ改組し、引き続き参政権の平等を訴えていたが、その活動範囲は社会的・経済的な領域における平等を確かなものにすることへと拡張されていた。差別的な法律（例えば家族法や売春に関するもの）、平等と公正の違い、（後年「平等対差異の難問」として知られるようになった）女性の自己実現を阻む障壁を克服するための施策といったもののための法改正が要求されていた。 1929年にイギリス議会議員になったエレノア・ラスボーンが、1919年にミリセント・ギャレットの後を引き継いでNUSECのリーダーになった。彼女は、ジェンダーの違いを考慮することの決定的な必要性を説き、それを「自らの可能性を実現するために女性が必要としているもの」と表現した 。1926年5月に厳格な平等主義を標榜する分派がオープン・ドア・カウンシルを結成したため、労働党政府（1924）の社会改革は正式に分裂することになった。この運動はやがて国際的なものとなり、1965年まで続いた。この時期にあったその他の重要な社会法としては、1919年性別欠格（除去）法（女性に公職を開放した）、1923年婚姻原因法などがある。 1932年、NUSECは権利擁護運動と教育運動を切り離し、前者は全国平等市民権評議会として、後者は都会女性組合として活動を続けた。この評議会は第二次世界大戦が終わるまで続いた。

#### 生殖の権利

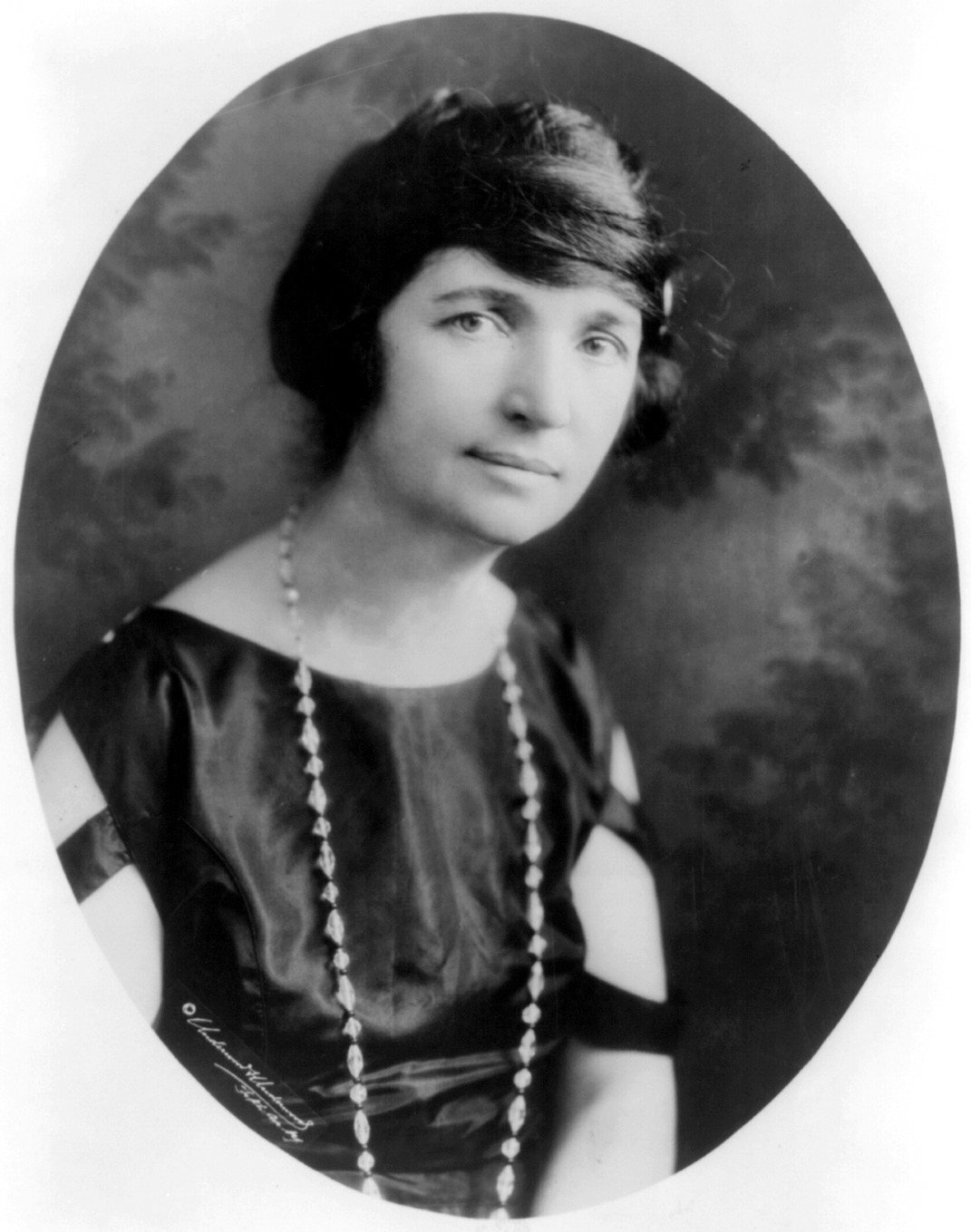
マーガレット・サンガー

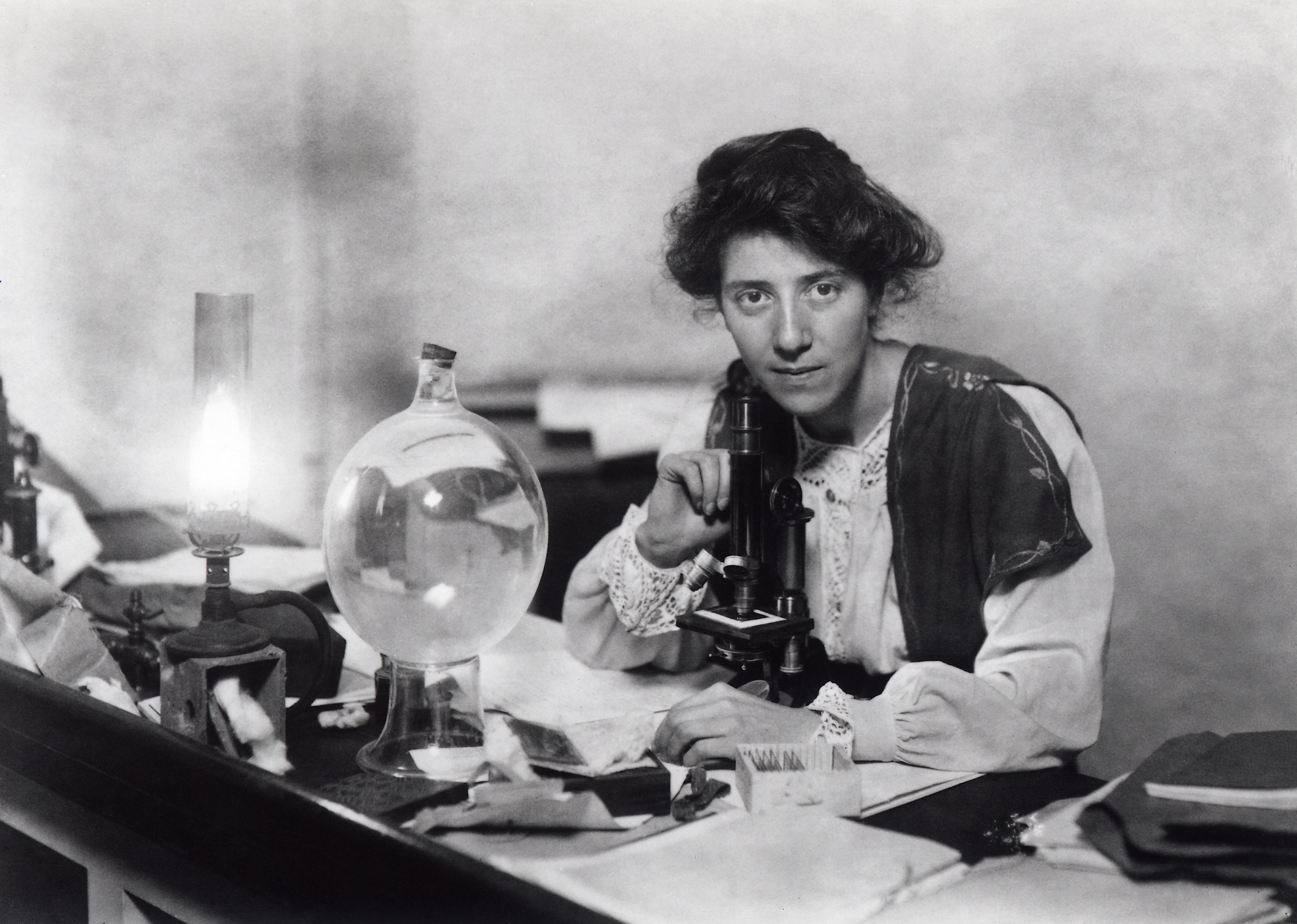
マリー・ストップ

イギリスの法律は、フェミニストが生殖の権利について議論し、意見表明することを妨げていた。アニー・ベサントは、チャールズ・ノウルトンの家族計画についての著作「哲学の果実（Fruits of Philosophy）」を出版したことによって1877年に猥褻物出版法（1857）の疑いで裁判にかけられた。 ノウルトンは以前にアメリカで有罪判決を受けていた。彼女とその仲間のチャールズ・ブラッドラフは有罪判決を受けたが、控訴審では無罪となった。その後、イギリスの出生率は低下したことが公表されている。ベサントは後に「人口の法則（The Law of Population）」を書いている。
アメリカでは、マーガレット・サンガーが著書「家族制限（Family Limitation）」を出版したことで1914年にコムストック法によって起訴され、安全に帰国できるようになるまでイギリスに亡命した。サンガーの作品はイギリスで起訴された。彼女はイギリスでマリー・ストープスと出会った。マリー・ストープスは起訴されることはなかったが、避妊を促進していることを理由に頻繁に非難された。1917年、サンガーはバース・コントロール・レビュー誌を創刊した。 また1926年にはニュージャージー州シルバーレイクにあるクー・クラックス・クランの女性援助者に対して避妊について講義した。後に彼女はこれが「奇妙な経験」であったと述べている。1936年の人工妊娠中絶法改革協会の設立はさらなる物議を醸した。イギリスにおける中絶に対する罰則は、 対人犯罪法（1861）により死刑から終身刑に減刑されていたが、 幼児生活（保護）法（1929）ではいくつかの例外が認められていた。1938年にアレック・ボーンが起訴された後、1939年のバーケット委員会は他の多くの女性関連問題とともに改革を勧告した。しかしこの勧告は、第二次世界大戦の勃発によって捨て置かれることとなった。
オランダでは、最初のオランダ人女性医師であるアレッタ・H・ジェイコブスとウィルヘルミナ・ドラッカーが、生殖の権利に関する議論と活動を主導した。ジェイコブスはドイツから避妊具（ペッサリー）を輸入し、貧しい女性に無料で配布した。

### 1940年代
戦線に近い国のほとんどでは、女性は国家の戦争努力を支援するためにさまざまな任務に志願したり、徴兵されたりした。イギリスでは、女性は徴用されて産業労働や非戦闘的な兵役に当たった。イギリスでは46万人の女性が軍務に就いた。その中でも最大の軍務組織となった補助地方義勇軍には、最大21万3千人の女性が在籍し、その多くが対空砲撃戦に参加した。 ドイツやソビエト連邦を含む多くの国でも女性は志願するか、徴兵されるかした。ドイツでは、女性がドイツ女子同盟に志願し、対空砲手として空軍を支援したり、連合軍を背後から攻めるヴェアヴォルフ部隊のゲリラ戦闘員として働いた。ソビエト連邦では、約82万人の女性が軍隊で医療従事者、無線通信士、トラック運転手、狙撃兵、戦闘パイロット、下級指揮官として勤務した。 
多くのアメリカ人女性は家庭内に留まったが、賃金労働、とりわけ戦争に関係する産業での仕事を追加的に果たす者も多かった。第一次大戦時よりもはるかに多くの女性が、軍需品生産のための未熟練・半熟練労働者として雇われ、それによって既婚女性が仕事をすることへの障壁が低くなった。またロージー・ザ・リベッターが人気を博し、アメリカの働く女性の世代のシンボルになった。さらに、約30万人の女性が婦人陸軍部隊やWAVES（Women Accepted for Volunteer Emergency Service）といった組織で軍務に就いた。大勢の若い男性が消えたため、スポーツ主催者は全米女子プロ野球リーグなど、プロ女性チームの設立を試みたが、こうした女性スポーツリーグは戦後になると解散された。戦後、軍需工場のほとんどは閉鎖され、民間の工場は臨時雇いの女性労働者よりも帰国した退役軍人を優先して、彼女たちを退役軍人で置き換えていった。

### 第二の波

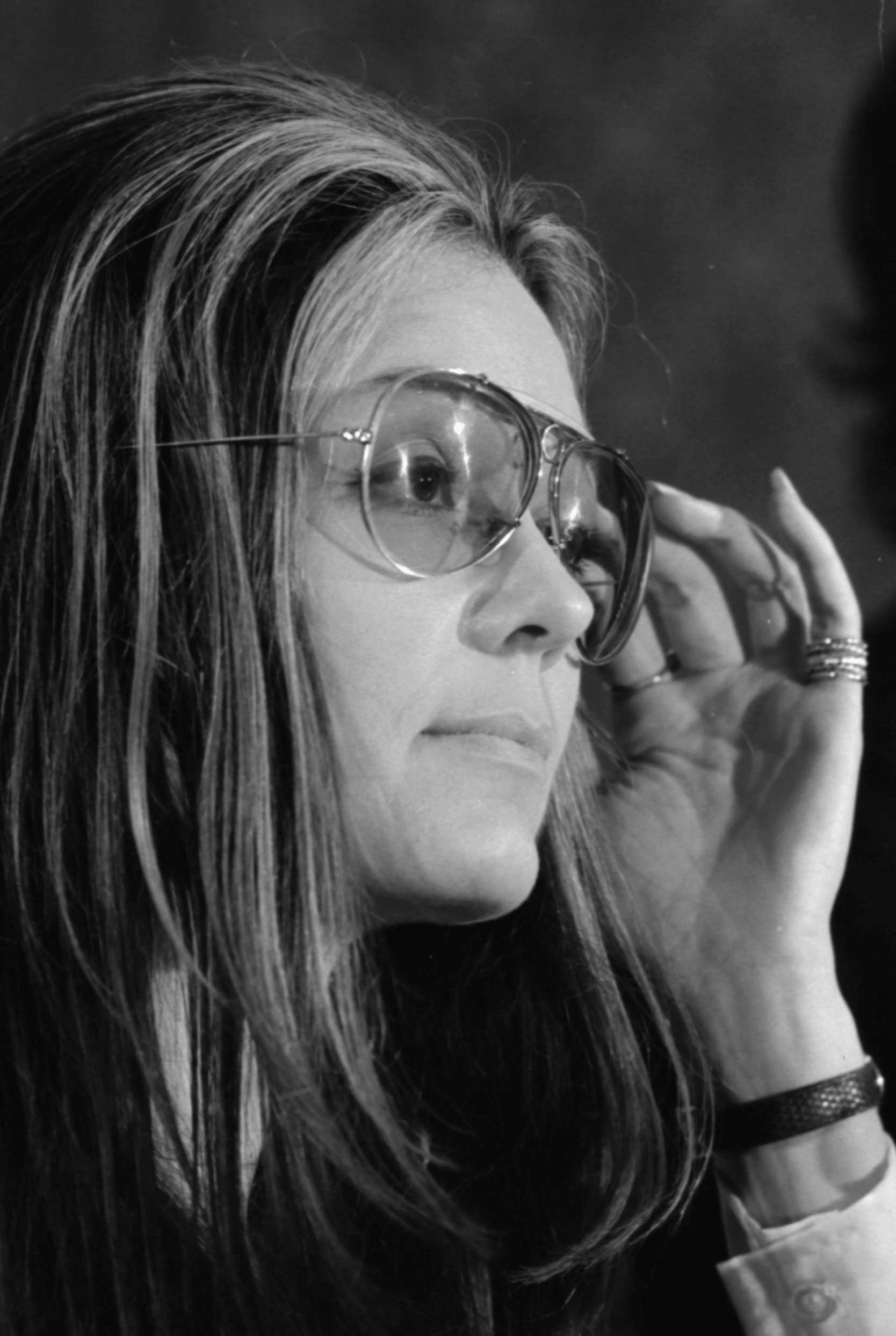
1972年1月12日、女性行動同盟の記者会見でのグロリア・スタイネム

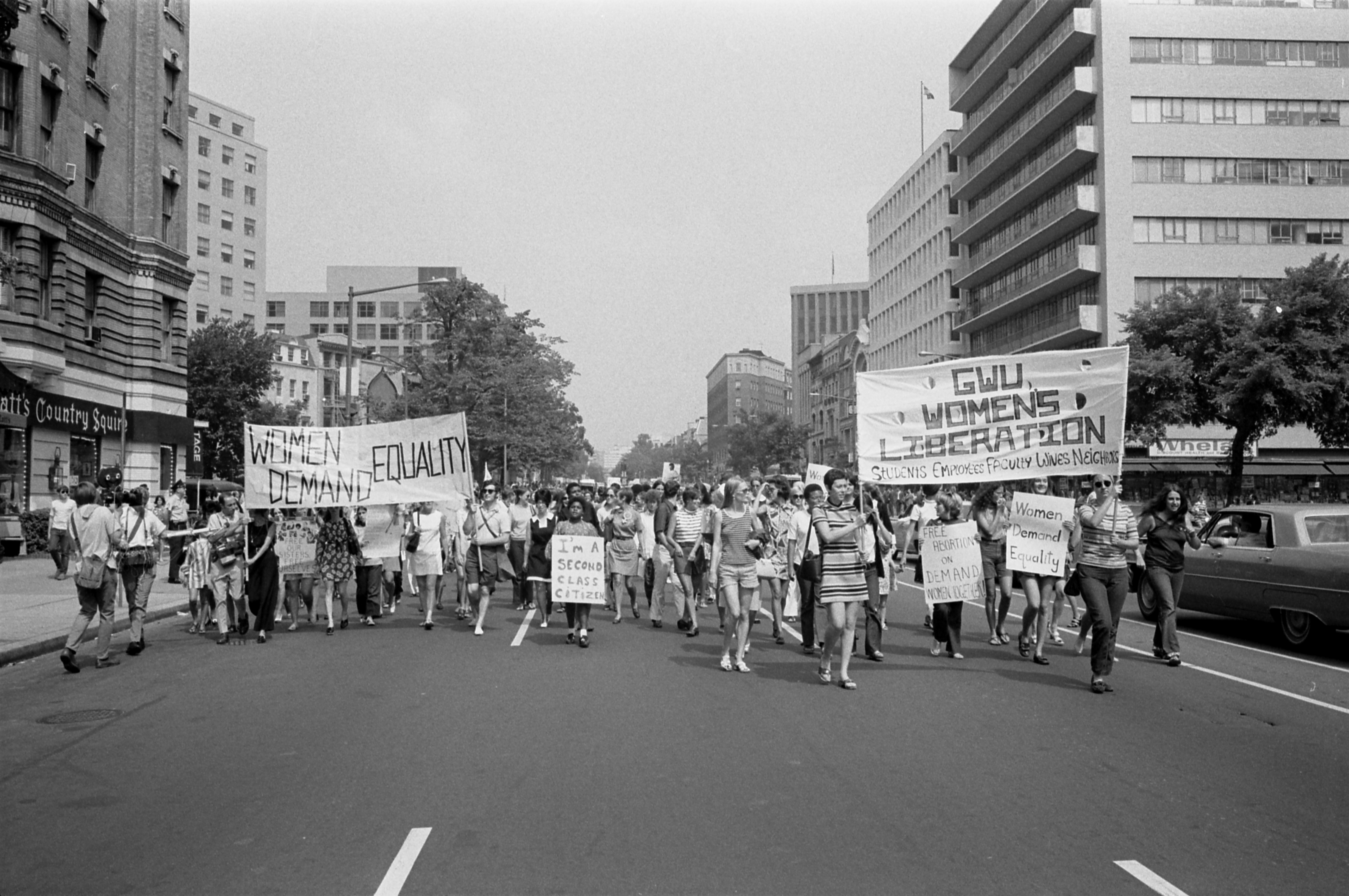
ワシントンDCでのウーマンリブ行進（1970年）

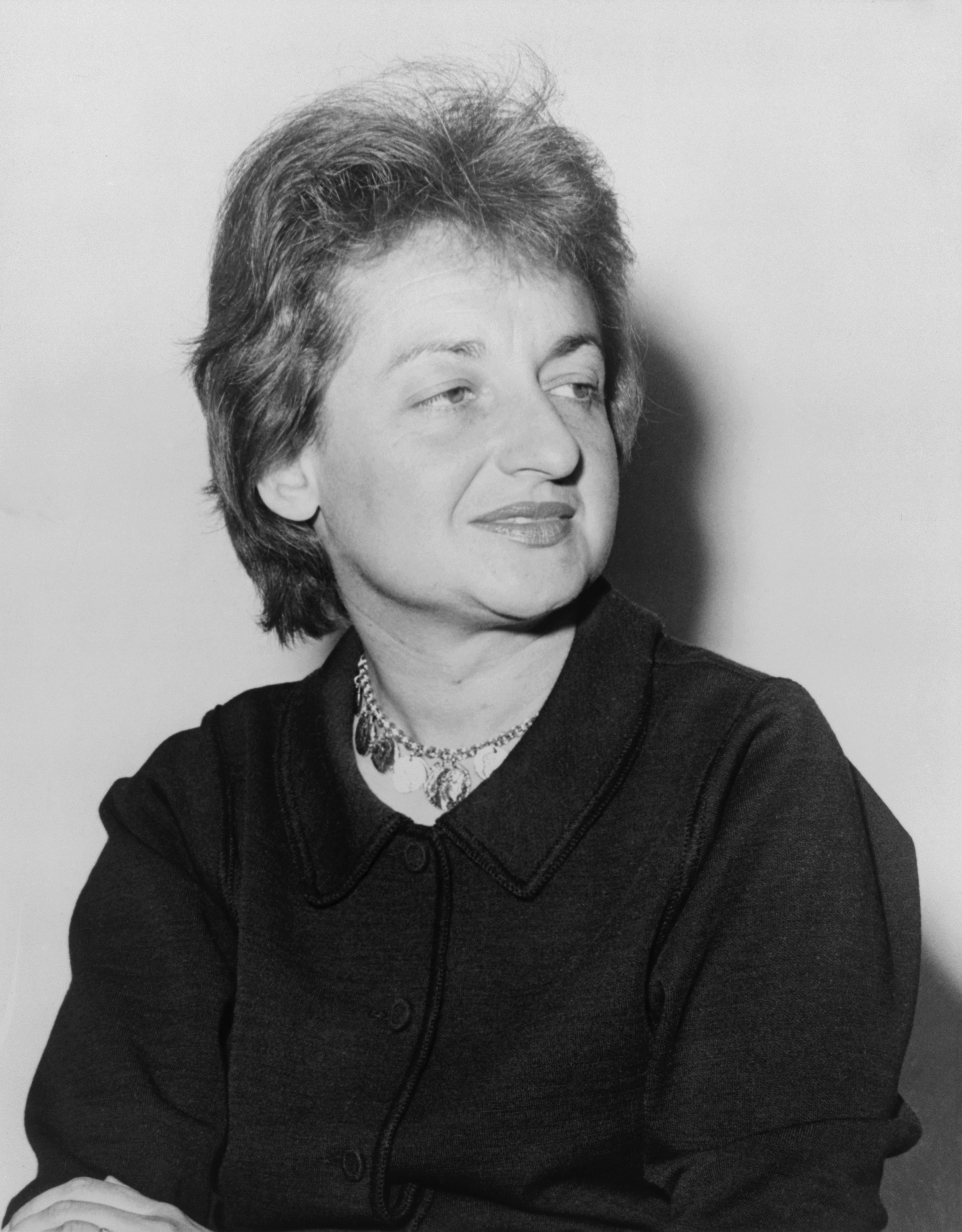
ベティ・フリーダン（1960年）

「第二波フェミニズム」は、1960年代初頭から1980年代後半にかけて行われたフェミニスト運動を指し、文化的不平等と政治的不平等が密接に関連しているとしたことがその特徴である。この運動では、女性は自身の個人的な生活を、深く政治的で 、性差別的な権力構造を反映したものとして理解することが奨励された。第一波のフェミニストが参政権といった絶対的権利に焦点を当てていたが、第二波のフェミニストはそれ以外の文化的平等問題に焦点を当て、差別を終わらせることを目指した。

#### ベティ・フリーダン、「新しい女性の創造」、ウーマン・リブ
1949年、シモーヌ・ド・ボーヴォワールによって「第二の性」という画期的なフェミニスト作品が発表された。この批評書は、後にジェンダー言説として定義された物のあらゆる側面と関係していた。 ボーヴォワールは、世界史全体を通した女性の扱いについて詳細に書き、家父長制によって強制された抑圧の様式を分析し、それを批判した。1963年にベティ・フリーダンが発表した「新しい女性の創造」は、大学卒業後に家事労働へと追いやられた女性の感じている不満と迷いを代弁するものとなった。この本の中でフリーダンは「第二次世界大戦での不可欠な労働力」から「戦後の家庭に閉じ込められた主婦・母親」へという女性の役割変化の根原を探り、女性の役割についての認識におけるこの変化を推進した力を評価した。
「女性の解放（Women's Liberation）」という表現は、歴史的にフェミニズムを指すために使用されてきた。1895年以来「解放」はフェミニストの願いと結びついていて、1949年に発表され、1953年に英訳されたシモーヌ・ド・ボーヴォワールの「第二の性」にいては「女性の解放」という文脈で登場する。「女性の解放」というフレーズは、1964年に初めて使用され 、1966年に始めて出版物に登場したが、フランス語で同じ意味に相当する「libération des femmes」の起源は1911年までさかのぼる。アメリカでは「女性の解放」は、この問題についてのパネルディスカッションを開催した1967年の民主的社会を求めるアメリカ人学生（SDS）大会で初めて使用された。1968年には「女性解放戦線（Women's Liberation Front）」という言葉がランパーツ誌に掲載され、女性運動全体を指す言葉として使われるようになっていった。シカゴでは新左翼に幻滅した女性たちが1967年にそこから離れて集合し、1968年3月に「ウーマンリブ運動の声」誌を出版した。1968年9月にアトランティックシティでミス・アメリカのコンテストが開催された際 にそれを理由に起こされたデモはメディアに「ウーマンリブ」と呼ばれた。1969年にはシカゴ女性解放連合が結成された。その後、アメリカの多くの地域で同じ様な名前の付けられた同様のグループが登場した。「ブラ・バーニング（ブラジャーなど女性用品を燃やすパフォーマンス）」は実際に行われたわけではなかったが 運動と関連付けられるようになり、また、メディアは「libber」といったさまざまな新語を作り出した。「ウーマン・リブ」という呼び名は新しいフェミニズムを表す他の競合する呼び名を抑えて、人々の想像力を捉え、古くからある「女性運動」という呼び名と共に存続してきた。
今回の運動は、高等教育への女性進学者、学術的な女性学の課程と学科の設立、また政治、社会学、歴史、文学など他の関連分野におけるフェミニスト思想の増加がその特徴だった。 こうした学問的な関心の変化は、現在の状況、そこで基準や権威に疑問を投げかけた。
ウーマン・リブ運動の台頭は、団体が離合集散する原因となった多様な起源によって「複数のフェミニズム」や異なる基礎を持ったフェミニスト的視点が存在することを明らかにした。ベル・フックスは、最も抑圧されている女性の声の欠如、人種や階級における不平等の強調の欠如、女性を分断している問題と距離を置いていることを理由に運動を批判する批判者として注目された。ヘレン・レディの「私は女」、ジョン・レノンの「女は世界の奴隷か!」、オノ・ヨーコの「女性上位ばんざい」は70年代の代表的なフェミニストソングである。ロサンゼルスではロックミュージックの流行に対するフェミニストの不当な抗議が始まっていた。1976年にロサンゼルスでは「女性への暴力に反対する女性の会」が設立されていた。彼女たちはローリング・ストーンズの1976年のアルバム『ブラック・アンド・ブルー』に反対するキャンペーンを行った。 

### フェミニストの著作
「新しい女性の創造」によって力を与えられた、1970年代の新しいフェミニスト活動家は、その執筆においてより政治的・性的な問題に取り組んだ。グロリア・スタイネムの「ミズ」誌とケイト・ミレットの「性の政治学」といったものである。男性作家とその態度と偏見に関するミレットの冷徹な調査は、性が政治であり、政治が人間関係における権力の不均衡であることを実証するものだった。シュラミス・ファイアストーンの「性の弁証法」は「性戦争」と呼ばれる、マルクス主義に基づいた革命を描写した。家父長制をめぐる議論を検討して、彼女は男性の支配は「記録された歴史を超えて動物時代」にまで遡ると主張した。
ジャーメイン・グリアの 「去勢された女」、シーラ・ロウボサムの 「女性の解放と新政治（Women's Liberation and the New Politics）」、ジュリエット・ミッチェルの「女性の地所（Woman's Estate）」は、イギリスにおける視点を代表するものである。ミッチェルは、この運動は地域的文化に基づくさまざまな政治表明を内包した国際的な現象と見なされるべきであると主張した。イギリスの女性は、ロンドン女性解放ワークショップとその出版物、 ShrewとLWLWニュースレターを通じて、左派政治団体に倣った地域に根ざす小さな討論団体を組織した。デモ行進はあったものの、焦点は意識改革や、より多くの聴衆に理念や前提となる条件をもたらすための政治的活動にあった。女性団体であるレッドストッキングスのキャシー・サラチャイルドはその使命を、女性が「個人的ジレンマだと思っていたものが社会的困難状況であると気づく」ようにすることと表現した。
一方、米国では平等権改正を批准しなかったことをめぐって、1970年代に女性たちの不満が顕在化した。スーザン・ブラウンミラーが1975年に発表した「踏みにじられた意思（Against Our Will）」はレイプに関する論文で、男性による暴力、とりわけ男性による性的暴力に対する明確な議論を提起した。「ポルノは理論であり、レイプは実践である」という彼女の主張は、客体化と商品化の概念において、深い断絶を生み出した。その他にもブラウンミラーには「現代において（In our Time）」（2000）という女性の解放の歴史についての著作がある。
学術界では、フェミニスト神学への関心が高まっていた。1970年代を通じてフィリス・トリブルは、修辞学批評として知られる批評手法で、当時の聖書解釈を批評する広範囲な執筆を行った。トリブルの聖書に対するテキスト分析では、聖書自体は性差別的ではないが、その物語を生み出したのは社会における何世紀にもわたる性差別であることの説明が試みられている。 

### ポルノに対するフェミニストの見解

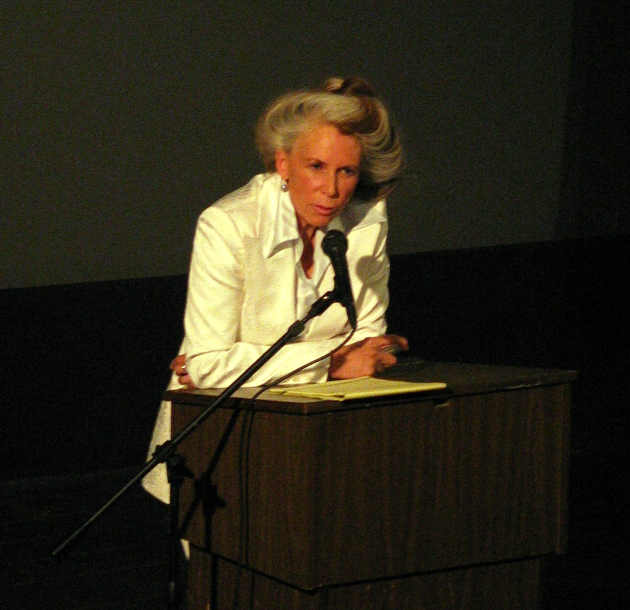
キャサリン・マッキノン

スーザン・グリフィンは1981年に「ポルノと沈黙（Pornography and Silence）」を発表し、ポルノの持つ意味について書いた最初のフェミニストの一人となった。さらにブラウンミラーやグリフィン以上に、キャサリン・マッキノンとアンドレア・ドウォーキンはポルノと売春に関する議論と活動、とりわけカナダの最高裁判所におけるそれに影響を与えた。弁護士のマッキノンは「女性という性別で普段の暮らしを送ることは、レイプされかかっていることと同じだ」と述べている。彼女はセクハラについて「彼ら（嫌がらせ加害者）全員が私たちを犯したいと思っているわけではないが、彼らはまさに私たちを傷つけ、支配し、統制したいと思っていて、それは私たちを犯しているのと同じことだ」と説明した。ポーリン・B・バートによれば、一部の人間はラディカル・フェミニズムこそが不平等な社会で女性であることの痛みを真に表現する唯一の運動であると考えている。なぜなら被虐待者・被暴力者の体験をそれがごく普通に起きていることとして描き出しているためだ。一部のフェミニスト、市民的リバタリアン、法学者といった批評家は、こうした見方は不穏当で疎外的であると感じている。
こうしたアプローチ手法は、レイプに関する研究と見方を個人的経験から社会的問題に変えるために進化してきたものである。

### 第三の波

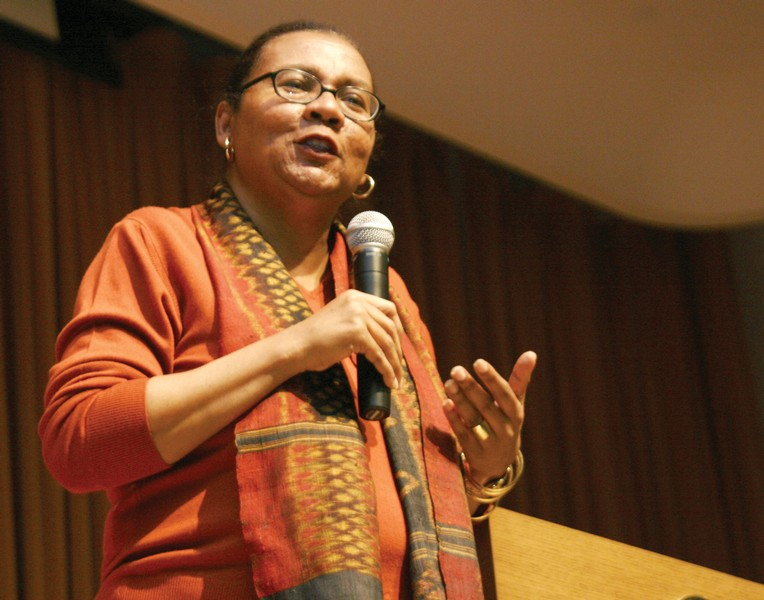
ベル・フックス

第三波フェミニズムは、若い女性が第二波での失敗と認識した物事に対する反応として1990年代初頭に始まった。またそこには第二波での主導権や運動に対する反発もあった。第三波フェミニズムは、白人アッパーミドル層の女性の経験を過度に重視した第二波の「本質主義」的女らしさの定義に疑問を投げかけ、それを取り除こうと試みた。ポスト構造主義的なジェンダーとセクシュアリティの解釈、あるいはジェンダーを外部の二元的な男性性と女性性として理解することは、第三波思想の中心の大きな部分を占めた。第三波フェミニストはしばしば「ミクロ・ポリティクス」について語り、運動が女性にとって好ましいかどうかのみを問題にする第二波のパラダイムに疑問を投げかける。 
第三波フェミニズムのこうした側面は1980年代半ばに端を発する。第二波に起源を持つグロリア・アンザルドゥア、ベル・フックス、チェラ・サンドバル、チェラ・モラガ、オードリー・ロード、ルイサ・アカティ、マキシーン・ホン・キングストンといったフェミニズム指導者たち、またその他のさまざまなフェミニストたちが、フェミニストの声に新しい主観性を求めた。彼女たちは、主要フェミニスト思想が人種に関連した主観性を考慮にいれることを望んでいた。人種と性別が交差するこの焦点は、1991年のヒル・トーマス公聴会の前後も注目され続けていたが、変化が起き始めたのは1992年のフリーダム・ライドでのことだった。これは貧しい少数派地区の有権者を投票登録させるという運動で、それによって若いフェミニストを結集させようというものだった。多くの人々は、若者の結集が第三波フェミニズムの共通点だと考えている。

#### 性の政治
第二波の間、フェミニズムの内外ではレズビアン主義が見られた。レズビアンは、同性愛者解放と女性解放の両方の運動で脇に追いやられていると感じていた。彼女たちは「ラベンダーの脅威」と呼ばれ、レズビアン女性を解放運動の最前線に押し出した1970年の宣言文「女性であることを意識した女性（The Woman-Identified Woman）」によって注目された。ジル・ジョンストンが1973年に発表した「レズビアン国家：フェミニストの解決策（Lesbian Nation: The Feminist Solution）」は、レズビアン分離主義を主張した。この過激主義的な思想では、これこそが女性にとって唯一の適切な選択肢とされていた。最終的にはレズビアン運動は主流派の女性運動に迎え入れられた。こうした団結が男性的規範性に対して持つ脅威は、その後の男性の反発によって証明された。
生殖の権利において、フェミニストは避妊と中絶の権利を求めたが、それらは1960年代までほぼ全ての地域で制限されていた。フェミニストはまず経口避妊薬を使用して女性が子供を産む条件を決定できるようにすることを望んでいた。彼女たちは、生殖の自己管理こそが男性からの完全な経済的独立のために必要不可欠であると感じていたのだ。こうした理由から中絶へのアクセスも広く求められていたが、この問題に関しては深い社会的断絶が存在したため、中絶を確実にすることはずっと困難だった。シュラミス・ファイアストーンが活動していたのはフェミニズム第二波の期間だったが、生殖技術に関する彼女の見解は生殖の権利と密接な関係を持っていた。ファイアストンは、女性へ課せられた生殖の義務を消し去り、女性に対する抑圧と不平等を終わらせるためには生殖に関する技術を発達させなければならないと信じていた。女性に力を与え、ジェンダーによる階級を廃止するための技術の発達は、サイバーフェミニズムとして知られる、新しく発展するフェミニズム哲学の主要な論点である。サイバーフェミニズムは、生殖の権利と技術の間には強い関連があると考えている。
第三波フェミニストもまた、女性の性的自由が社会に受け入れられることを推進するために戦った。当時の社会的規範では、男性は責められることなく複数の性的パートナーを持つことができたので、フェミニストは同様の自由を許す性的平等を求め、望めば複数のパートナーと快楽のためのセックスを行える、女性の「性的解放」を奨励した。

#### 世界におけるフェミニズム

##### 女性に関する国連会議
1946年、国連は女性の地位委員会を設立し、後にこれが国連経済社会理事会（ECOSOC）に統合された。 1948年、国連は世界人権宣言を発表した。これは「男性と女性の平等な権利」を守るもので 、平等と公平の両方に取り組むものである。国連は、1975年にメキシコシティで開催された女性の10年（1975-1985）の一環として開催された国際女性年世界会議を皮切りに、女性の問題に関する一連の世界会議を開催した。これらの会議は世界の女性を代表するものであり、女性の権利を推進するための大きな機会を提供するものとなった。また、コペンハーゲン（1980）、ナイロビ（1985）と会議が続いたことからも明らかなように、こうした会議は文化的な深い分裂と普遍的原則に関する意見の不一致の存在を示している。そうしたフェミニズム内の分裂の例としては、経済発展、抑圧の形態に対する態度、フェミニズムの定義、同性愛、女性の割礼、人口調整に対するスタンスの違いなどが挙げられる。ナイロビ条約は「さまざまな地域、階級、国籍、民族的背景の女性が持つ関心と利益を政治的に表現する、一枚岩的なフェミニズムの相対的欠如を明らかにした。女性のさまざまな必要性や関心に対応し、女性自身によって定義された、多様なフェミニズムが存在し、またこれからも存在しなければならないのだ。こうした多様性は、ジェンダーに関する抑圧とヒエラルキーへの共通の反対に基づいているが、しかし、それは政治的議題を明確にし、それに基づいて行動するための最初の一歩に過ぎない」。4回目の会議は1995年に北京で開催され、そこで北京行動綱領に署名がされた。この綱領には「ジェンダー主流化」を通じて「ジェンダー平等と女性のエンパワーメント」を達成すること、また女性と男性が「完全な人権を実現するための平等な条件を経験し、国、政治、経済、社会、文化における発展から恩恵を受け、またそれに貢献する機会を与える」というコミットメントが含まれている。

##### 東西の架け橋
「第三波フェミニズムの定義づけは、有色人種の女性たちによって始められた白人女性運動への批判と、アメリカの第三世界のフェミニストたちによって行われた多くの連合活動から始まったと理論化されている」1980年代以降、第三世界のフェミニストたちは女性とフェミニストの間に広がる階級的偏見、人種差別、ヨーロッパ中心主義を批判するようになり、サンドバル、ミンハ、モハンティといったフェミニストによって与えられた多様性と差異の理論は、単一的フェミニズムという思想を若いフェミニストが放棄する助けとなった。これら理論は、現代性と伝統に常に板挟みにされていると感じている彼女たちが差異を認識し、女性であることについての複数のアイデンティティを宣言する力を与えた。アジアの女性にとって西洋の白人女性の抱える問題と自己を完全に結びつけることに困難だった。彼女たちは有色人種女性との結びつきが強かったので、フェミニズムを再構築し、世界中の女性との結びつきを介して、東と西のフェミニズムの間に橋をかけていった。彼女たちは「西洋」のフェミニズム思想を改変・借用し、また西洋の女性たちは世界の他の地域の女性運動の影響を取り入れて、自己改革を行った。アジアのフェミニストたちは世界中の女性の生活における複数の支配の源泉を理解する必要性を感じ、女性の経験を単一のものに普遍化することを拒絶して、その代わりに、異なった社会的立場に応じた女性間の差異を主張した。彼女たちは、学問的フェミニズムはフェミニズムの考え方を広めたものの、日常生活を送る姉妹や母親との距離を縮めることには失敗し、むしろ彼女たちを遠ざけてしまったと主張した。また中には、西洋のフェミニズムの多くの目標は、必ずしも国境を越えて意味を持っていたり、導入できるものではないため、アジアにおける女性の進歩のためには不十分であると主張する者もいた。こうした理由から彼女たちはそれを自分たちの伝統、歴史、経験を生かしたものに再定義したのである。グリューワルは次のように述べている。「これらの国際的なフェミニスト学派は、私たちが国内的・国際的な文脈でフェミニストの歴史を構築し、記録するやり方について再考することを可能にしてくれる。女性たちの国際的なつながりを明確化する方法を探しつつ、彼女たちは、こうした対立の歴史や、こうした点での対立を象徴し作り上げてきた権力関係への正当な懸念を無視することなく、作り上げられてきた対立を超える方法を提案している」

### 第四の波
第四波フェミニズムは、フェミニスト運動における直近の潮流である。ジェニファー・バウムガードナーは、第四波フェミニズムを2008年に始まり、現在に至るまで継続していると主張している。「All the Rebel Women: The Rise of the Fourth Wave of Feminism」の著者であるキラ・コクランは、第四波フェミニズムをテクノロジーを介して接続された運動と定義している。研究者のダイアナ・ダイアモンドは、第四波フェミニズムを「変化の全体ビジョンの中で政治、心理学、精神性が組み合わさった」運動と定義している。

#### 新しい波についての議論
2005年、ピシア・ピーは、正義と宗教的精神性を組み合わせた、フェミニズムの第四の波の存在を初めて論じた。 2011年にジェニファー・バウムガードナーが語ったところによると、ソーシャルメディアなどのオンラインの力を取り込んだ第四の波が始まったのは恐らくは2008年のことで、これは一部には「娘を職場に連れて行く日（Take Our Daughters to Work Days）」に触発されてのことだった。この第四の波は、育児のための助産師プロジェクト（Doula Project）、中絶後の相談、生殖の公正の追求、プラスサイズのファッション支援、トランスジェンダーの権利の擁護、男性のフェミニズム、セックスワークの受容、さらにFeministing、Racialiciousなどのブログや Twitter上での運動を含むメディアの発展と相互に関連を持つ。
キラ・コクランによると、2012年から13年までの間に英国と他のいくつかの国では第四の波が現れた。それが焦点を当てていたのは「街路での嫌がらせ、セクハラ、職場差別……（中略）……容姿への中傷」やメディアで取り上げられる画像、「オンライン・ミソジニー」、「公共交通機関での暴力」という形で表明される性差別、また、インターセクショナリティ、コミュニケーションのためのソーシャルメディア技術、組織化のためのオンライン請願、そして以前の波から受け継がれた認識であり、そうした個々の経験が共有されることで政治的解決を図ることができると考えられている。コクランは、日常における性差別プロジェクト（Everyday Sexism Project）やUK Feministaなどの組織やウェブサイトなど、また「（リーダーの多くが）...十代・二十代である」「Reclaim the Night」プロジェクト、「One Billion Rising」プロジェクト、「Lose the Lads' mags」抗議運動などの運動を第四波と分類している。
1980年代初頭の親セックス・フェミニスト運動のリーダーの一人として知られるベティ・ダドソンは、2014年に自身を第四波フェミニストと考えていると表明した。ダドソンは、以前のフェミニストの波は陳腐で反セックス的であり、それが新しいフェミニズムの立場をとる第四波フェミニズムへ彼女の目を向けさせる理由になったと語った。2014年、ダドソンは他の女性たちと協力してマスターベーションを通じた性的欲求の発見に努めた。ダドソンによれば、オーガズムを経験したことのない若く成功した新しい女性聴衆とともに彼女の仕事は新たな活力を取り戻したと言う。こうした動きには――第三波フェミニストが拠って立つと彼女たちが信じるところの「反快楽的な態度」を拒絶する――第四波フェミニストも賛同している。
2014年、リアノン・ルーシー・コスレットとホリー・バクスターは共著で「The Vagenda」を発表した。この本の著者は二人とも自分たちを第四波フェミニストであると考えている。彼女たちのウェブサイト「The Vagenda」と同様、彼女たちの著書は、主流派の女性メディアによって推し進められている女性らしさのステレオタイプに注意を向け、それを暴き出すことを目的としてる。 ある評論家は「The Vagenda」の内容に失望を表明し、それが意図している「若い女性への武装の呼びかけ」ではなく「メディアがこれまでに女性にしてきた全ての悪事」を微に入り細に入り記した不愉快な論文を読んでいる気分になると述べた。

#### 日常における性差別プロジェクト
「日常における性差別プロジェクト（The Everyday Sexism Project）」は、イギリスのフェミニスト作家であるローラ・ベイツによって2012年4月16日にソーシャルメディアキャンペーンとして開始された。このサイトの目的は、世界中の寄稿者によって報告された性差別の日常的な例を文書化するだった。ベイツは、女性が嫌がらせの経験を投稿できるオープンフォーラムとして「日常における性差別プロジェクト」を設立した。ベイツは、「日常の性差別プロジェクト」の目標について次のように説明している。「このプロジェクトは、性差別を解決するものではありませんでした。これは、人々に、正すべき問題があることに気付くための第一歩を踏み出させるものなのです」
このウェブサイトは成功を収めたため、ベイツはこうした女性向けオンラインフォーラムを持つことの重要性をさらに強調するための書籍「Every day Sexism」を執筆・出版することを決めた。この本は、来たる第4波の活気に満ちた動きと、女性が「日常における性差別プロジェクト」を通じて共有したこれまで語られてこなかった物語についてのユニークな洞察を提供している。
クリック！進行中のフェミニスト革命
2015年11月、Clio Visualizing History と協力している歴史家グループが「クリック！進行中のフェミニスト革命（Click! The Ongoing Feminist Revolution）」を立ち上げた。このデジタルの歴史展では、第二次世界大戦の時代から現在までのアメリカのフェミニズムの歴史が検証されている。展示は3つの主要なセクションである政治と社会運動、身体と健康、職場と家族に分かれている。アメリカのフェミニズムの歴史を文書化し、現在のフェミニスト活動についての情報を提供する膨大な数の情報源にリンクするインタラクティブなタイムラインも用意されている。

### 「波」という比喩への批判
「波」という比喩は、多くのフェミニスト学者によって不適切、不十分、誤解を招くものとして批判されてきた 。
この比喩はかつてはアメリカのフェミニストとって有用なものだった。1940年代の女性参政権運動のような、大規模な政治的変化を起こすための関心を集める手段だったのだ。しかしこれは歴史がたどった道を適切に表現したものではなく、さらにはこうした比喩の使用そのものがまったく不適切であると議論されている。たとえば、サフラジェットは自身や自分たちの運動を表すために「フェミニズム」という用語を使用していなかった。こうした批判は、20世紀初頭のフェミニストの「すべてのフェミニストは参政権者ですが、すべての参政権者がフェミニストであるわけではありません」という言葉に現れている。
「波」という比喩は、波の間の期間が何事も無い無意味なものであったという誤解を生み、さらには特定の種類の支配的フェミニズムこそがフェミニズムであるという誤った理解を広めるという意味で、誤解を招き、危険でさえあると指摘されている。こうした批判では「波」ではなく、大規模な社会組織化の期間という理解が提唱されている。波はピークに達した後で必然的に衰退しなければならないので、「波」という比喩はフェミニストの議論の強さと意味を弱めると主張されている。これはアメリカやその他の地でのフェミニストの進歩を正確に描き出しているとは言えない。フェミニズムは「波」の間に後退したり消えたりしないのである 。たとえば1960年代、70年代、80年代に大規模な社会組織が爆発的に拡大した後、フェミニズムは私たちの制度に取り入れられた。これはそれほど魅力的な話ではないが、見過ごされている重要な仕事だった。結果的に、雇用や高等教育の分野での女性の活躍をますます目にするようになり、アメリカ全土で女性とジェンダー研究プログラムが広まったのである。「波」の間のこの期間におけるフェミニズムの継続的で非常に大きな意味を持ついくつかの例である。
「波」の比喩は、アメリカに住む特定の人種や階級の女性を特別視し、さらには世界の他の場所よりもアメリカのフェミニズムを特別視しているとして多くの批判をされてる。アムリタ・バスは「波」の比喩の代わりに「政治と出現条件」を説いている。これは特定の人々や国を特別視するのではなく、フェミニズムとその理解と意味に貢献する、世界中のすべて人々の重要性と理解を可能にする。

## 国ごとのフェミニズムの歴史

### フランス
18世紀のフランス革命は、エガリテ（平等）に焦点を当て、フランスの女性が直面する不平等にまでそれを拡大した。作家のオランプ・ド・グージュは、1791年の人間と市民の権利宣言を女性と女性市民の権利宣言へと改変し、法的責任能力のある女性は法の下で平等な責任を負わなければならないと主張した。また彼女は結婚は平等な人間の間の社会契約であると述べ、美しさや魅力への女性の執着は奴隷制の一形態であると非難した。この2年後、彼女はギロチンによって処刑された。
ジョセフ・ド・メストレとルイ・ド・ボナルド子爵による女性の役割に関する反革命的な著作に示されているように、19世紀の保守的な革命後のフランスは、フェミニストの考えを受け入れられなかった。進歩が起きたのは1848年革命と第二共和制の布告の下の世紀半ばのことだった。第二共和制において男性の参政権が導入され、同様の権利が女性に適用されることへの期待が高まった。ユートピア主義者であるシャルル・フーリエはこの時代のフェミニスト作家と見なされているが、当時、彼の影響力は小さかった。保守主義者だったルイ・フィリップの体制が1848年に崩壊すると、1790年と同様にフェミニストの希望は高まった。フランスで最初のフェミニズム日刊紙であるウジェニー・ニボワイエの「女性の声」など、運動を擁護する新聞や組織が登場した。ニボワイエはサン=シモン主義を採用したプロテスタントであり、「女性の声」紙は、その運動によって針子だったジャンヌ・ドロワンや小学校教師だったポーリーヌ・ロランドといった女性たちを引きつけた。ジョルジュ・サンドを採用する試みもおこなったが、これは失敗に終わった。フェミニズムは、革命以来疑いの目を向けられていた社会主義とのつながりから、脅威として扱われていた。ドロワンとロランドは二人とも1849年に逮捕され、裁判にかけられ、投獄された。1852年には新しく、より保守的な政府が出現し、フェミニズムは第三共和政まで雌伏の時代を過ごすことになった。
「フェミニズム（féminisme）」という言葉は古くは女性的資質を表すものだったが、解放された女性を指すために「フェミニスト（féministe）」という言葉が1872年にアレクサンドル・デュマ・フィスによって造られた。
フランス・フェミニスト研究会（Groupe Français d'Etudes Féministes）は、20世紀初頭の女性知識人の一団で、バッハオーフェンの代表的著作の一部をフランス語に翻訳し、家族法の改革を訴えた。1905年に彼女たちは L'entente を設立して女性史についての一群の記事を発表し、知的前衛の焦点となった。それは高等教育と男性が支配する職業への女性の参入を提唱するものだった。一方、社会党女性委員会（Parti Socialiste Féminin）の社会主義フェミニストは、マルクス主義に基づいた家母長制という方針をとった。フランス・フェミニスト研究会がそうであったように、彼女たちは先史時代の家母長制のモデルに戻るのではなく、平等が実現された新しい時代をもたらすために努力した。20世紀後半のフランスのフェミニズムは、主に精神分析的フェミニスト理論に注力し、とりわけリュス・イリガライ、ジュリア・クリステヴァ、エレーヌ・シクスーの研究はそれらと深く関わっている 。

### ドイツ

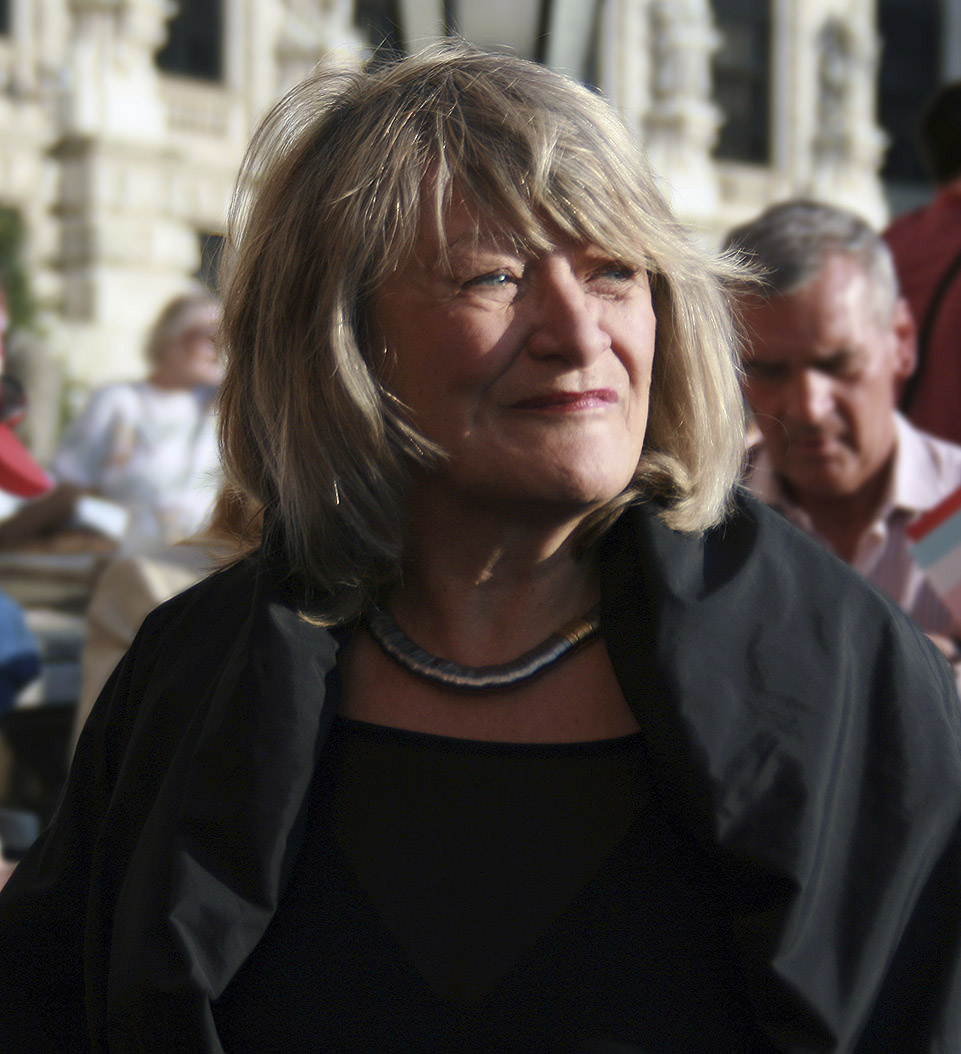
アリス・シュヴァルツァー（2009年）

ドイツの現代フェミニズムは、ヴィルヘルム時代（1888–1918）に始まり、フェミニストは女性に門戸を開くよう、大学から政府まで、さまざまな伝統的機関に圧力をかけた。組織化されたドイツの女性運動は、作家でフェミニストのルイーズ・オットー・ピーターズ（1819–1895）に多くを負っている。この運動は1919年の女性参政権で最高潮に達した。その後のフェミニストの波は、公的生活・家族生活における法的平等・社会的平等を求め続けた。アリス・シュヴァルツァーは、最も著名な現代ドイツのフェミニストの一人である。

### イラン

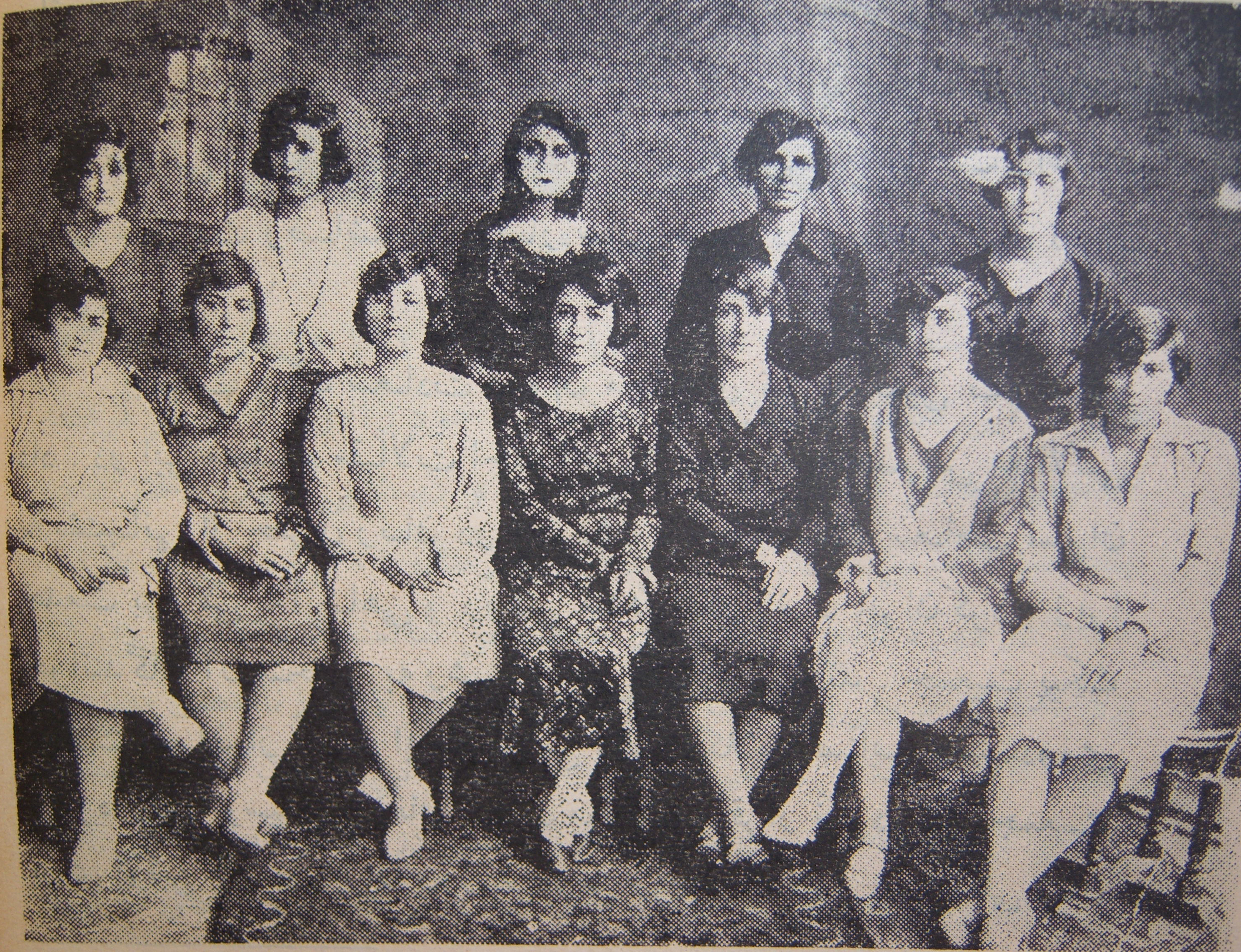
テヘランの女性の権利協会での「Jam'iatenesvan e vatan-khah」の理事会（1923-1933年）

イランの女性の権利運動は1910年のイラン立憲革命のしばらく後に初めて現れた。この年に最初の女性雑誌が発行されたのである。 1979年のイラン革命後、女性の地位は悪化したが、その後、運動はビビ・カヌーム・アスタラバーディ、トゥバ・アズムーデ、セディケ・ダウラタバディ、モータラム・エスカンダリ、ロシャンク・ノドゥースト、アファク・パルサ、ファクル・オズマ・アルグン、シャーナーズ・アザド、ヌール・オル・ホダ・マンゲネ、ザンドカ・シラザイ、マラヤム・アミド（マリアム・モザイェン・オル・サダット）などのフェミニストの下で再び成長した。
1992年、Shahla Sherkat は「女性（Zanan）」誌を創刊した。この雑誌はイラン女性の関心事を取り上げ、政治改革、家庭内暴力、性に関する先進的なルポルタージュで政治的な境界領域を分析するものであり、イラン革命後に発行された最も重要なイランの女性誌と言えるだろう。イスラム法典を体系的に批評し、ジェンダー平等はイスラム的であり、宗教文献は誤読され、誤用されていると主張した。Mehangiz Kar、Shahla Lahiji、そして「女性」誌の編集者であるShahla Sherkatは、女性の権利に関する議論を主導して、改革を要求した。2006年8月27日、100万人の署名によるイラン女性の権利キャンペーンが開始された。これは100万の署名を収集することにより、イランの法律における女性に対する法的差別をなくすことを目的としている。キャンペーンの支持者には、多くのイランの女性権利活動家、国際的な活動家、ノーベル賞受賞者が含まれている。イラン革命後の最も重要なフェミニストは、 Mehrangiz Kar、Azam Taleghani、Shahla Sherkat、Parvin Ardalan、 Noushin Ahmadi khorasani、ShadiSadrといった人々である。

### エジプト

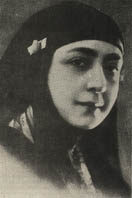
エジプト・フェミニスト連合の創設者、フーダ・シャーラウィ

1899年、アラブのフェミニズムの「父」と見なされていたカシム・アミーン（Qasim Amin）は、女性の法的および社会的改革を主張する『女性の解放』を書いた。フーダ・シャーラウィ―は、1923年にエジプトのフェミニスト連合を設立し、その会長に就任した。結果として、彼女はアラブにおける女性の権利運動の象徴となった。アラブのフェミニズムは、アラブのナショナリズムと密接に関連していた。1956年、ガマール・アブデル・ナセル大統領の政府は、ジェンダーに基づく差別を非合法化し、女性参政権を認める「国家フェミニズム」を開始した。これらの改革にもかかわらず、「国家フェミニズム」はフェミニストの政治的活動を阻止し、エジプトにおける第一波のフェミニスト運動に終止符を打った。アンワル・サダト大統領の任期中、彼の妻であるジェハン・サダトは、女性の権利の拡大を公に提唱した。しかし、新しいイスラム主義運動と勃興しつつあった保守主義によって、エジプトの政策と社会は女性の平等から後退することとなった。しかし、たとえば、アル＝ガザーリー・ハーブなどの作家は、女性の完全な平等はイスラム教の重要な部分であると主張している。この立場は、新しいフェミニスト運動であるイスラム・フェミニズムを形成し、今日においても活発に活動している。

### インド
世界的なフェミニズムの勃興に続いて、新世代のインドのフェミニストが出現した。インド女性は高等教育への参加や生殖の権利から大きく取り残されている。Medha Patkar、Madhu Kishwar、Brinda Karatは、独立後のインドで女性の権利を擁護したフェミニストのソーシャルワーカー、政治家である。Amrita Pritam、Sarojini Sahoo、Kusum Ansalといった作家は、インドの言語でフェミニスト思想を広めている。Rajeshwari Sunder Rajan、Leela Kasturi、Vidyut Bhagatは、インドのフェミニストのエッセイスト、批評家であり、英語で執筆している。

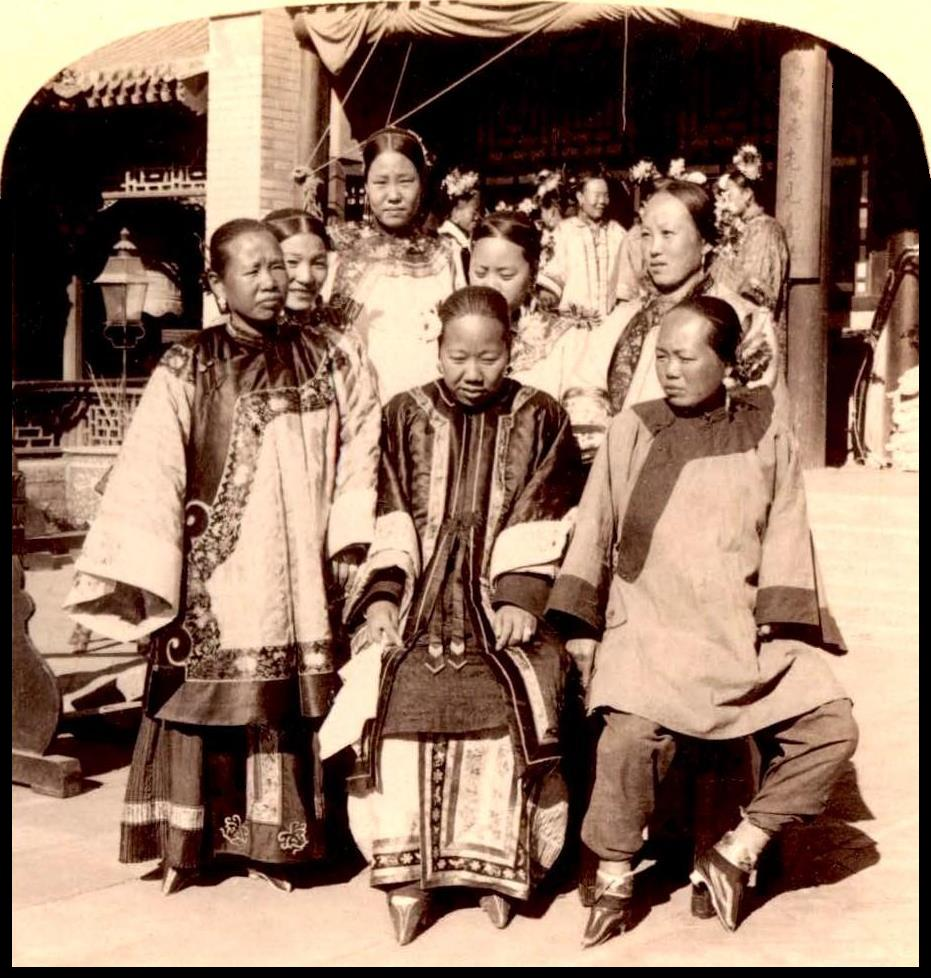
纏足をした裕福な中国人女性（北京、1900）。纏足は19世紀・20世紀の改革運動中、女性の抑圧の象徴だった。

### 中国
中国のフェミニズムは清末期に始まった。中国社会は纏足や性差別的待遇などの伝統的・儒教的な価値観を再考し、近代化の進展を妨げるものとして伝統的な性差に基づく考えを拒否し始めた。1898年の百日維新の間、改革者たちは女性教育、ジェンダー平等、そして纏足の廃絶を求めた。女性の改革者たちは中国初の中国女性団体「中国女性への知識普及協会（Nüxuehui、女学会）」を結成した。清王朝の崩壊後、女性の解放は五四運動と新文化運動の目標となった。その後、中国共産主義革命はその目標の1つとして女性の解放を掲げ、とりわけ女性の労働参加に関して女性の平等を促進した。革命と女性の労働参加の進歩の後、中国共産党は女性の解放を成功裏に達成したと主張し、女性の不平等はもはや問題として存在しないとみなされるようになった。
中国の第二波および第三波フェミニズムは、20世紀初頭の改革運動での女性の役割の再検討と、目標の達成のためにそれらのさまざまな運動がどのようにフェミニズムを取り入れたのかによって特徴づけられる。後世のフェミニストは、本当にジェンダー平等が完全に達成されているかどうかを疑問視し、男児と女児の間に見られる出生数の大きな差といった現在のジェンダー問題について議論を行っている。

### 日本

#### 明治から第二次世界大戦まで

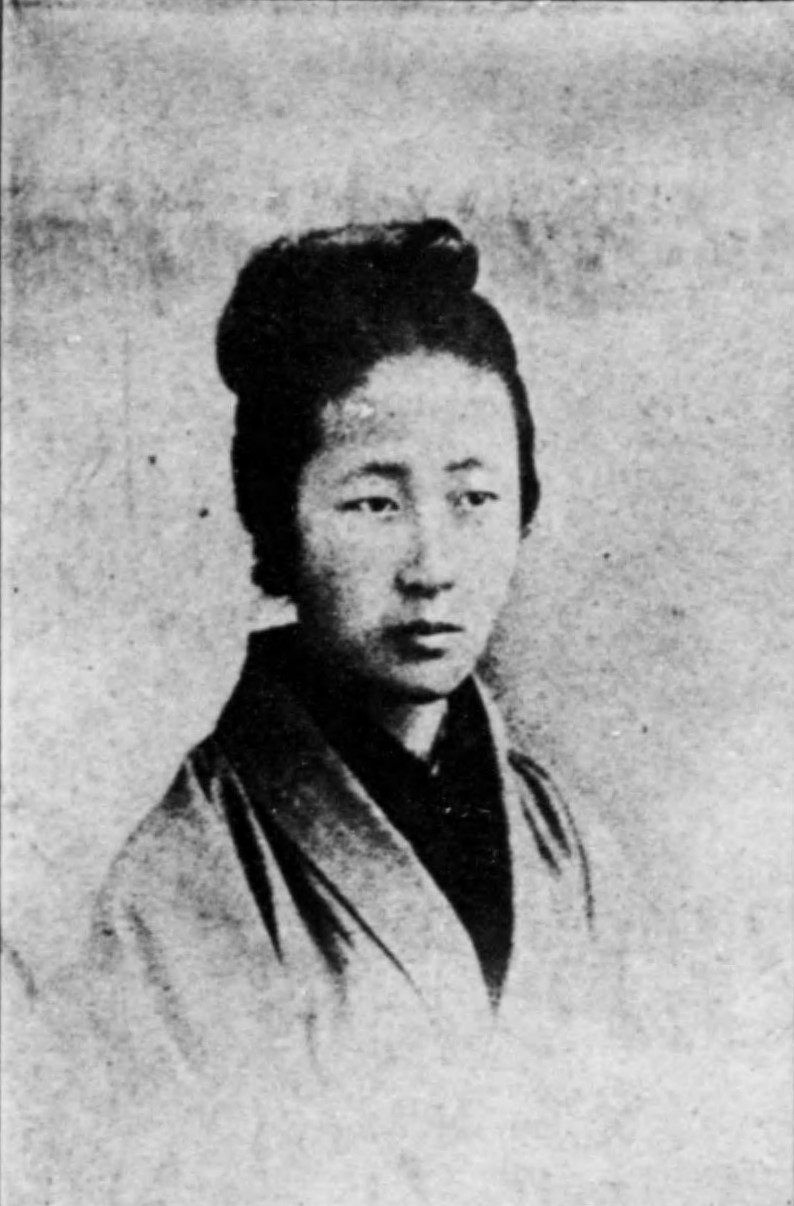
岸田俊

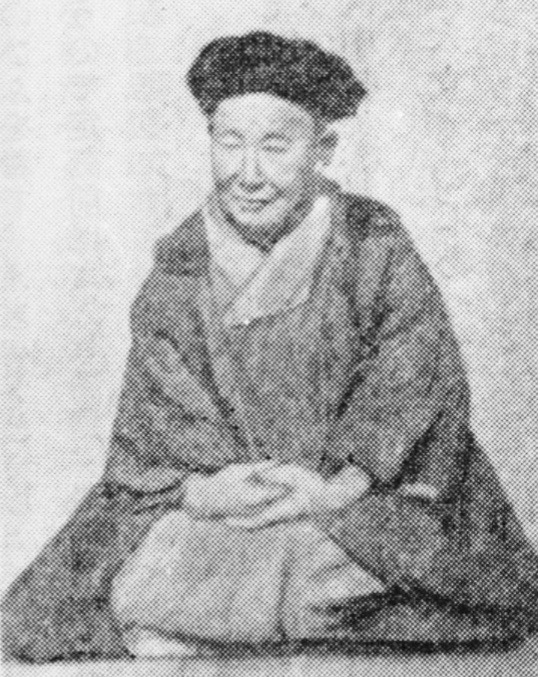
楠瀬喜多

日本における最初の女性による女権論とされるのは1884年（明治17年）に自由党系新聞『自由之燈（じゆうのともしび）』に掲載された岸田俊の『同胞姉妹に告ぐ』である。この論文は旧来の男女観を封建的なものとして批判し、さまざまな実例を挙げて男女同等同権を主張するものだった。岸田は日本における最初の女性弁士とも言われ、その演説は福田英子ら同時代の女性参政権運動家にも影響を与えた。これらの例に見られるように明治初期には政党に参加する女性もおり、楠瀬喜多といった女性参政権運動家による要求によって、納税を行なう戸主に限って女性参政権を認める地方もあったが、1889年（明治22年）には女性の政治演説・政党加入が法律で禁止された。
女性の権利についての議論が再び盛んになったのは明治末期から大正初期にかけてのことである。1914年（大正3年）には日本救世軍の山室軍平による『社会郭清論』が発表され、日本救世軍や日本基督教婦人矯風会などが中心となって公娼制度廃止運動が活発化した。これらの運動はキリスト教的色合いの強いものだったが、娼妓を奴隷であると主張してその救済を訴えた。
1911年（明治44年）には平塚らいてう、伊藤野枝を中心とした青鞜派による女性運動が盛り上がり、雑誌『青鞜』の刊行、女性の地位向上の必要性を主張して社会の関心を集めた。1916年（大正5年）には『婦人公論』が創刊され、女性参政権、教育、労働、恋愛や結婚などの諸問題を取り上げた。また1917年（大正6年）には一般主婦層向けに『主婦の友』が創刊され、家庭経営者としての女性の自立を説いたが、一方でそれは性別役割分業観を強化する結果にもつながった。
1918年（大正7年）には富山県で米騒動が起き、漁師の妻を中心とした集団が町長や米穀商に対する談判を行なった。この騒動は地元紙である『高岡新報』を始め、全国紙でも「女一揆」として好意的に報道され、以降の社会運動や生活問題に女性が積極的に関わっていく契機となった。
また同じ1918年には『婦人公論』誌上で与謝野晶子、平塚らいてう、山川菊栄らの間で「母性保護論争」が起きた。女性の経済的自立を重視する与謝野は国家が妊娠分娩期の女性に特別な経済的保護を与える「母性保護」を批判したが、平塚は出産は個人的問題を超えた社会存続の行為であって国家が妊産婦に経済的保護を与えるのは正当化しうると主張した。山川は両者の主張にはそれぞれ一理あるとしつつも、現に女性の経済的自立が困難な状況である以上、根本的な問題解決のためには女性の経済的地位の確立が必要であると主張した。その後、与謝野は文化学院、平塚は新婦人協会、山川は赤瀾会を組織し、それぞれに活動を進めることとなる。
1919年（大正8年）になると平塚らいてうや市川房枝らによって新婦人協会が設立されて女性参政権運動が本格化する。運動の影響もあり、1922年（大正11年）には治安警察法が改正されて女性による政治演説会の開催・参加が認められるようになった。さらに1925年（大正14年）には男子普通選挙が実現し、女性参政権運動も盛んになるが、1931年（昭和6年）の満州事変によって日本における民主主義的な動きそのものが下火となり、女性参政権の実現も遠のくことになった。一方で同じ1931年には加藤シヅエが日本産児調節婦人連盟を設立し、優生主義的なものではあったが、避妊や中絶の利用といった産児制限を推進した。

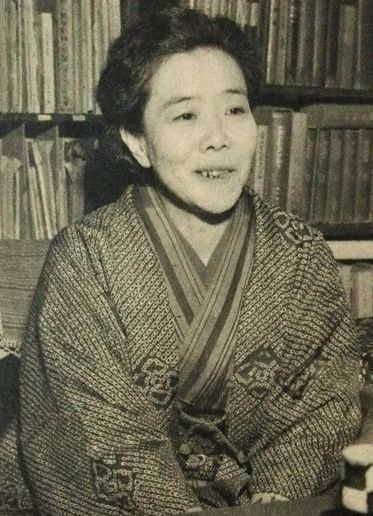
丸岡秀子

1930年（昭和5年）頃から始まった昭和恐慌期には農村を中心に貧窮が進み、娼妓への身売り（「娘身売り」）が社会問題となった。丸岡秀子は農村の女性が抱える問題を実地調査し、また統計資料を駆使して研究した。1937年（昭和12年）にはその成果が『日本農村婦人問題』として刊行された。

#### 第二次世界大戦終戦から国際婦人年まで
日本における女性参政権が実現したのは第二次世界大戦での日本の敗戦後のことである。1945年（昭和20年）11月に衆議院議員選挙法が改正されて女性の参政権が認められた。さらに、新しく制定された日本国憲法の第14条によって全ての国民の法の下の平等が宣言され、性別による差別的な取り扱いが憲法・法律上は撤廃されることになった。1946年（昭和21年）4月10日の総選挙では39人の女性議員が当選した。日本国憲法の公布後、市川房枝や加藤シヅエは国会で議員として働いた。
また日本国憲法では24条によって戦前の家父長に権限が集中する家制度が変更され、夫婦が同等の権利を持つこととなった。こうした新憲法の条文によって、戦前は法的契約の権利や財産の保有を認められていない「無能力者」とされていた既婚女性も男性や未婚女性と同等の権利を持つこととなった。

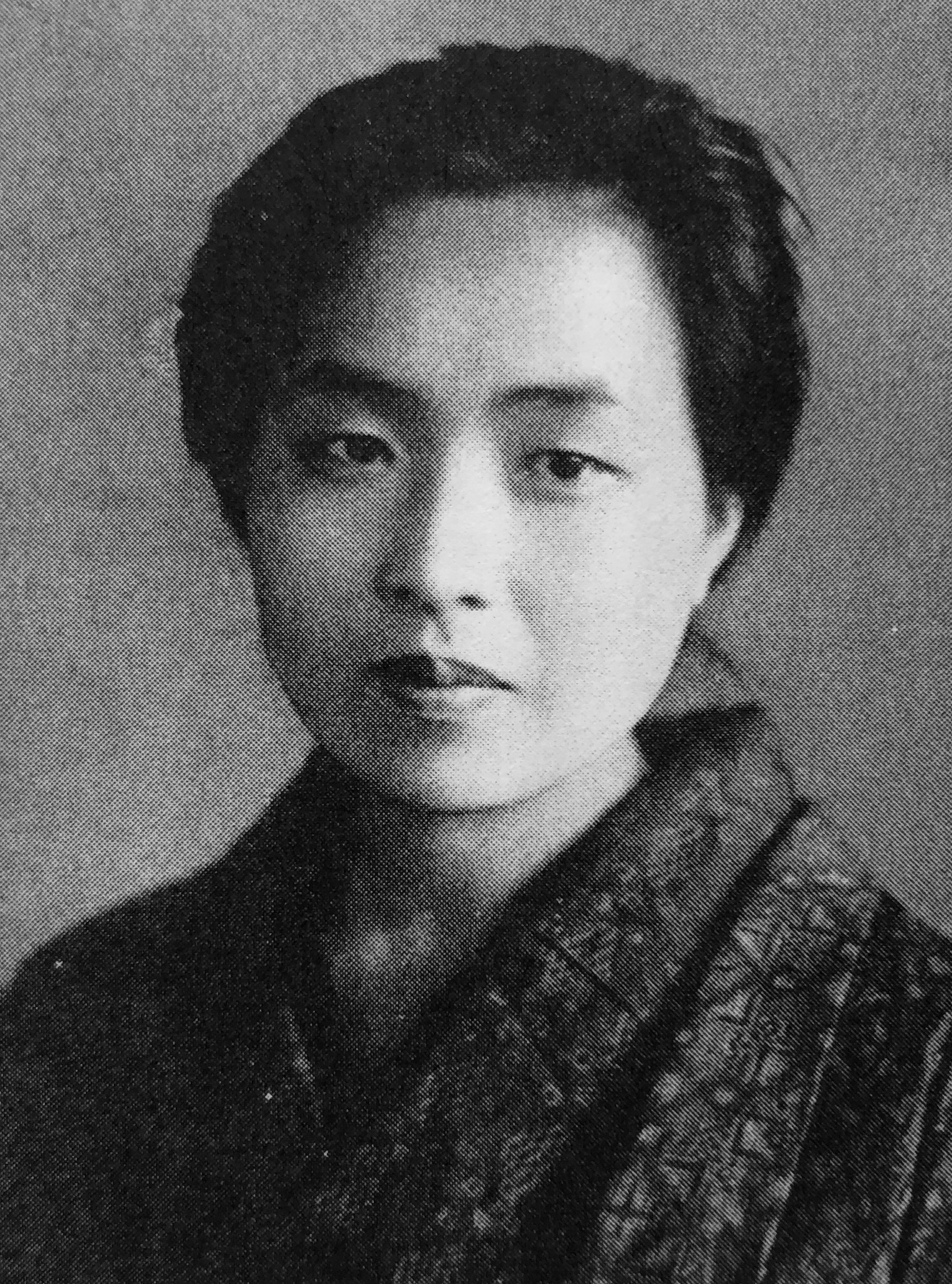
奥むめお

GHQが五大改革の一つとして「女性参政権付与による日本女性の解放」を掲げ、女性による改革を奨励したこともあり、1946年（昭和21年）に加藤シヅエらの呼びかけによる婦人民主クラブが、1948年（昭和23年）には奥むめおの呼びかけによる主婦連合会が結成された。これら団体はその設立経緯からGHQや特定政党との結びつきを疑われることもあったが、平和運動や生活者運動に一定の影響を与えた。
占領統治下で占領軍兵士による私娼に対する買春が横行したことで、占領軍憲兵や警察は兵士の性病予防を目的として街頭で私娼と見なした女性を逮捕し強制的に性病検査を行なう、いわゆる「狩り込み」を行なった。しかし通行人の女性が無差別逮捕される事例もあり、日本映画演劇労働組合員の女性2人が逮捕されたことをきっかけに、労働組合、社会党、共産党の各組織の婦人部や婦人民主クラブが中心となって「女性を守る会」が組織された。
1946年（昭和21年）2月には帝国大学総長会議で女性に対する門戸開放が決定され、同年4月には旧制大学に142人の女性が合格した。また同年10月には国民学校初等科での男女共学が決まり、1947年（昭和22年）2月には旧制高等学校への女性の入学が許可された。これら共学化は新憲法規定の影響によるものであるが、またCIE（民間情報教育局）が戦前の日本における男女共学運動に注目し、それを反映したためであるともされる。
1946年（昭和21年）3月に労働組合法が成立すると労働組合の組織率が上昇し、それにともなって多くの労働組合婦人部が設立された。女性を中心とした労働争議も多く行なわれ、女性労働者による運動が活発化した。また1947年（昭和22年）4月には労働基準法が制定された。当時、同一労働に対する男女同一賃金の原則が定められた労働基準法は世界的に見ても先駆的なものだった。また産前産後休暇、育児時間、生理休暇なども定められたが、当時、諸外国においても珍しかった生理休暇が定められた背景には戦前から続く女性労働者の要求運動があったとされる。
1950年（昭和25年）6月に朝鮮戦争が勃発すると、女性団体を中心に反戦・平和を訴えるアピール、集会、署名活動が多くされた。東西対立という背景もあってこれらの活動では社会党婦人部、共産党婦人部、全労連など革新系の組織が中心となっていたが、戦争によって夫を亡くした女性（いわゆる「戦争未亡人」）からの支持も大きかったとされる。1951年（昭和26年）1月には宮本百合子の発案のもと婦人民主クラブを始めとした女性団体が連盟で各国元首へ平和請願書を発送した。また1953年（昭和28年）には婦人民主クラブ、生活協同組合婦人部など30を超える女性団体が合同で「日本婦人団体連合会」（婦団連）を結成し、女性の立場からの平和運動を展開した。

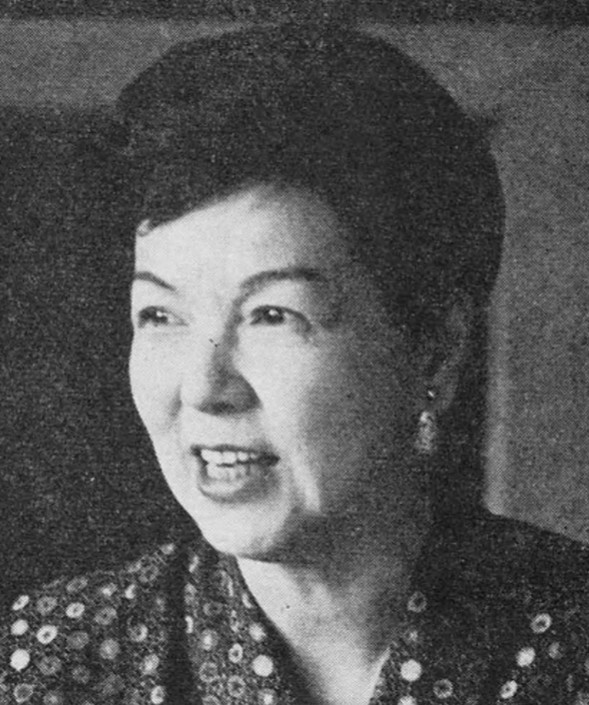
石垣綾子

1953年（昭和28年）になると「婦女に売淫をさせた者等の処罰に関する勅令」（昭和22年勅令第9号）に代わる正式な「売春禁止法」を求める声が高まり、矯風会、救世軍、全国医療団職組、全電通信従業員組合など22の団体による「売春禁止法制定促進委員会」が発足した。また国会でも衆参の女性議員による超党派の女性議員団が結成され売春禁止法の成立を目指す活動を開始した。1955年（昭和30年）に発覚した鹿児島での未成年者を含む女性への売春強要事件（いわゆる「松元荘事件」）によって売買春に向けられる世論の目が厳しくなったこともあり、売春禁止法は4度にわたって採決が図られたが、事業者側の強い反発もあっていずれも委員会で否決された。しかしその後、1956年（昭和31年）に当初あった買春への罰則規定を外す形で「売春防止法」が成立した。
1955年（昭和30年）から1957年（昭和32年）にかけて石垣綾子による記事『主婦という第二職業論』をきっかけに『婦人公論』誌上で主婦労働に関する議論が行なわれた（第一次主婦論争）。「主婦労働は他の市場労働に付け加えて行なわれる二次的な労働にすぎない」（石垣綾子）という立場、「主婦労働は金銭に代えがたい重要な仕事である」（坂西志保）という立場、「社会に向かって発言し、行動する主婦を評価する」（清水慶子）という立場など多くの論者が論争に加わった。また1960年（昭和35年）から1961年（昭和36年）にかけても『朝日ジャーナル』誌上で磯野富士子による記事『婦人解放論の混迷』をきっかけとして主婦労働の経済的価値に関する論争が巻き起こった（第二次主婦論争）。
1960年代の高度経済成長期には労働力不足を補うために女性労働者が増加したが、結婚や出産を理由として女性のみに退職を強要する制度が存在し、その無効を争う裁判が多く起こされた。「住友セメント事件」では結婚退職制度を無効とする判決がだされ、「三井造船事件」では出産退職制度が労働基準法に対する脱法的行為であることが認められた。また「東急機関工業事件」「日産自動車事件」では男女で異なる定年年齢を定めた定年制について争われ、いずれも無効と判決された。
1970年（昭和45年）の夏には田中美津による『便所からの解放』と題されたビラが東京で配布され、これが日本におけるウーマン・リブ運動の端緒とされる。当時、盛んだった全共闘運動の内部でも男女の性意識には旧態依然としたものがあり、それに疑問を抱いていた学生の多くにこのビラは影響を与えた。同年10月21日に田中らははじめて「ウーマン・リブ」を名乗ってデモを行なった。田中らはその後「ぐるーぷ闘うおんな」を結成し活動を続ける。また同時期には多摩美術大学の学生だった米津知子らによって「思想集団エス・イー・エックス」が結成され、両グループメンバーを中心にリブ合宿、リブ新宿センター開設などが行なわれた。当時のウーマン・リブ運動は20代から30代の水商売に携わる女性が中心となっていた点、婚姻制度を否定的に見ていた点、制度よりも「女らしさ」「女の理想像」といった性意識を問題とした点で従来の「婦人運動」とは一線を画していた。
1972年（昭和47年）から1973年（昭和48年）にかけては国会で優生保護法改正が審議され、中絶の許容される範囲が狭められるとして女性団体による改正反対運動が盛り上がりを見せた。一方で「青い芝の会」に代表される障害者団体は従来の優生保護法を差別的であるとして改正を求めており、女性と障害者の双方の権利のバランスをどうとるのかという問題が顕在化した。こうした中、1972年（昭和47年）6月に榎美沙子らによって結成された「中絶禁止法に反対しピル解禁を要求する女性解放連合」（中ピ連）が中絶の支持、ミスコンへの反対、家庭内暴力を振るう男性らへの抗議活動などを行なった。中ピ連の活動はピンクのヘルメットに、サングラスとタオルで覆面をし、テレビ局のカメラを引き連れて糾弾を行なうというスタイルで物議を醸し、ウーマン・リブ運動全体に対する（女性も含めた）世論の白眼視の原因になったと評する女性運動家もいる。こうした反対運動もあり1974年（及び1982年）の改正案は審議未了で廃案となったが、1996年の改正で「優生保護法」は「母体保護法」へと名称を変更し、「不良な子孫の出生防止」という法目的も削除された。その後、妊娠出産に関する女性の自己決定権の焦点は堕胎罪へと寄せられていく。

#### 国際婦人年以降

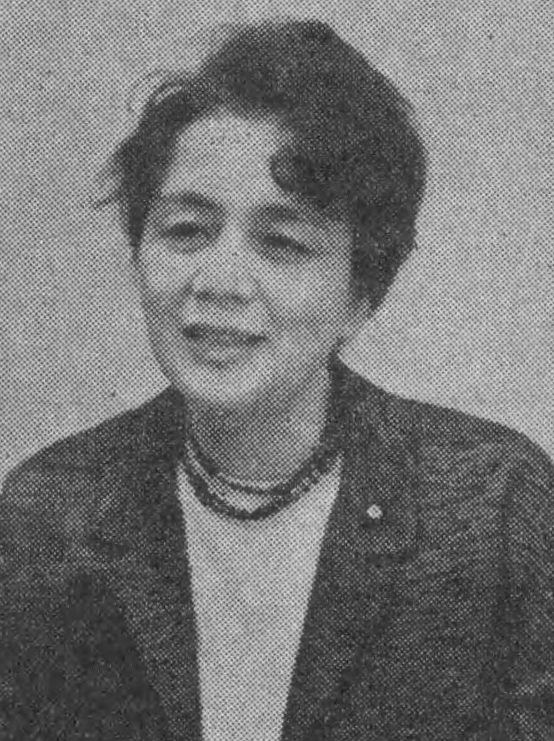
田中寿美子

1975年（昭和50年）になるとこの年が男女の不平等解消を目的として国連が定めた「国際婦人年」であり、「国連婦人の十年」の最初の年であった影響もあり、日本でも国際女性学会（1977年設立）、日本女性学研究会（1977年設立）、女性学研究会（1978年設立）、日本女性学会（1979年設立）といった「女性学」を扱う学会の設立が相次いだ。また国際婦人年を記念して国連がメキシコで初めて開催した世界女性会議をきっかけに日本国内の女性運動でも南北問題が意識されるようになり、1977年（昭和52年）には富山妙子、湯浅れい、松井やよりらによって「アジアの女たちの会」（後に「アジア女性資料センター」）が設立された。また田中寿美子らの呼びかけにより「国際婦人年をきっかけとして行動を起こす女たちの会」（「行動を起こす女たちの会」）が、いわば中年向けのウーマン・リブ運動団体として発足し、より広汎な女性解放を呼びかけた。「行動を起こす女たちの会」の名が広く知られるきっかけとなったのは1975年（昭和50年）10月のハウス食品「私作る人、僕食べる人」広告への抗議運動である。性別役割分業を強化するとの抗議に対して、新聞の投書欄、オピニオン欄などで賛否の議論が起こり多くの注目を集めた。
1976年（昭和51年）7月には司法研修所での裁判官出身の四人の教官による女性研修生に対する性差別的な発言が問題となり、日弁連の「女性の権利委員会」が調査報告を行なった。その後「行動を起こす女たちの会」から派生した「女の人権を無視する司法界を糾弾する会」が五日間にわたって東京の地裁、高裁、最高裁の前で抗議デモを行なった。9月には淡谷まり子、石垣綾子、市川房枝らの呼びかけのもと国会の裁判官訴追委員会に当該裁判官の訴追請求がなされた。翌年、訴追委員会による訴追は見送られたものの、当該の裁判官らの発言は不穏当なものであるとの意見が付された訴追委員会の決定文書が最高裁に送付された。
1979年（昭和54年）には中島通子らの呼びかけによって「私たちの男女雇用平等法をつくる会」が発足し、雇用における性差別の撤廃を求めて活動を開始した。
「国連婦人の十年」の最終年となる1985年（昭和60年）に日本は国連の「女子に対するあらゆる形態の差別の撤廃に関する条約」（女子差別撤廃条約）に批准したが、そのための国内法整備を契機として、国籍法の父系主義から父母両系主義への変更、男女雇用機会均等法の制定、中学校・高校での家庭科の男女共学必修化が決定した。
家庭科は1947年（昭和22年）に誕生した学科であり、当初は男女共修だったが、中学校では1958年（昭和33年）に「技術・家庭科」へと教科名が変わり、男子は技術、女子は家庭と男女別学化された。また高校でも1970年（昭和45年）から家庭科は女子のみが必修する科目となった。こうした男女別学化に反対する教師たちを中心に男女共修の家庭科研究が続けられ、1974年（昭和49年）には和田典子、半田たつ子、市川房枝ら13人の女性を発起人として「家庭科の男女共修をすすめる会」が設立され、世論、文部省、自治体への働きかけが行なわれた。こうした運動の結果1989年（平成元年）3月の学習指導要領で「すべての生徒に履修させる」と明記され男女共修化が再開された。
国際婦人年である1975年に総理府に設置された「婦人問題企画推進本部」「婦人問題担当室」は、その後1994年にそれぞれ「男女共同参画推進本部」「男女共同参画室」へと名称を変え、1999年には「男女共同参画社会基本法」が成立する。
林芙美子や有吉佐和子といった人々は、能力ある女性たちの個々の目標達成を称賛するというよりは、むしろ幅広い目標を達成しようとする日本のフェミニズムの社会主義的な思想傾向を描き出している。

### ノルウェー

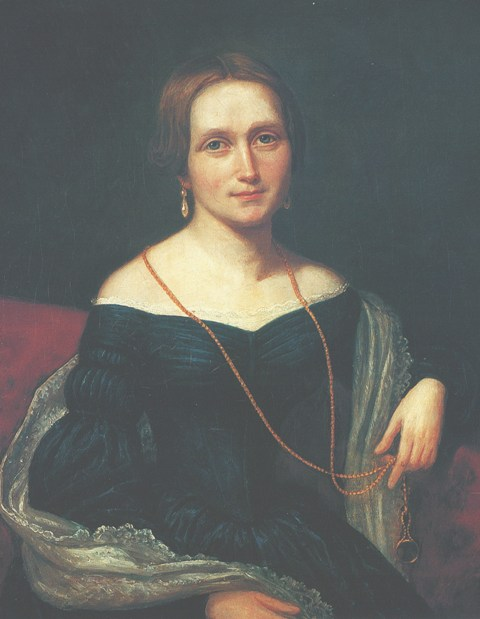
カミラ・コレット

ノルウェーのフェミニズムの政治的起源は女性参政権運動にある。一般にカミラ・コレット（1813–1895）がノルウェーの最初のフェミニストと考えられている。文学者一家に生まれた彼女は、当時の女性が直面していた困難、特に強制結婚についての小説といくつかの記事を書いた。また自然主義作家であるアマリー・スクラム（1846–1905）も女性の声の代弁に務めた。
ノルウェー女性権利協会は、1884年にジーナ・クロッグとハグバート・バーナーによって設立された。この組織は教育と経済的自己決定に対する女性の権利、そしてとりわけ普通選挙に関連した問題を提起した。ノルウェー議会は、1913年6月11日に女性参政権に関する法案を可決した。これによってノルウェーはヨーロッパで（フィンランドに次ぐ）女性参政権を持つ2番目の国となった。 

### ポーランド

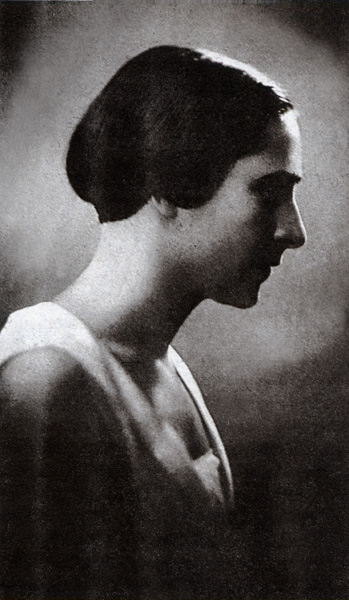
イレーナ・クシヴィツキ

（1918年に再独立した現代における）ポーランドとその統治下におけるフェミニズムの発展は、伝統的に7つの連続した「波」に分割されてきた。
ラディカル・フェミニズムが出現したのは1920年代のポーランドでのことである。その主な代表であるIrena KrzywickaとMaria Morozowicz-Szczepkowskaは、男性からの女性の個人的、社会的、法的な独立を提唱した。 Krzywickaとタデウン・ジェレニスキーはどちらも、計画的な親子関係、性教育、離婚と中絶の権利、男女平等を推進した。Krzywickaは「文学ニュース（Wiadomości Literackie）」誌に一連の記事を発表し、ポーランド人の生活に深く結びつていたローマ・カトリック教会による干渉に抗議の声を上げた。
第二次世界大戦後、ポーランドに成立した共産主義国家（1948年に設立）は、家庭と職場での女性の解放を強力に推進した。しかし共産主義による（1989年までの）統治の間、一般的なフェミニズム、特に第二波フェミニズムは事実上存在していなかった。フェミニストによる著作は1950年代以降にも生み出されていたものの、通常それらは共産主義国家によって管理・作成されていた。共産主義の崩壊後、カトリック政党によって統治されていたポーランド政府は、事実上の中絶禁止法を導入した。以来、フェミニストの一部は、1980年代のアメリカのプロチョイス運動の議論戦略を取り入れて論争を行っている 。

## 選択的フェミニスト問題の歴史

### フェミニスト理論

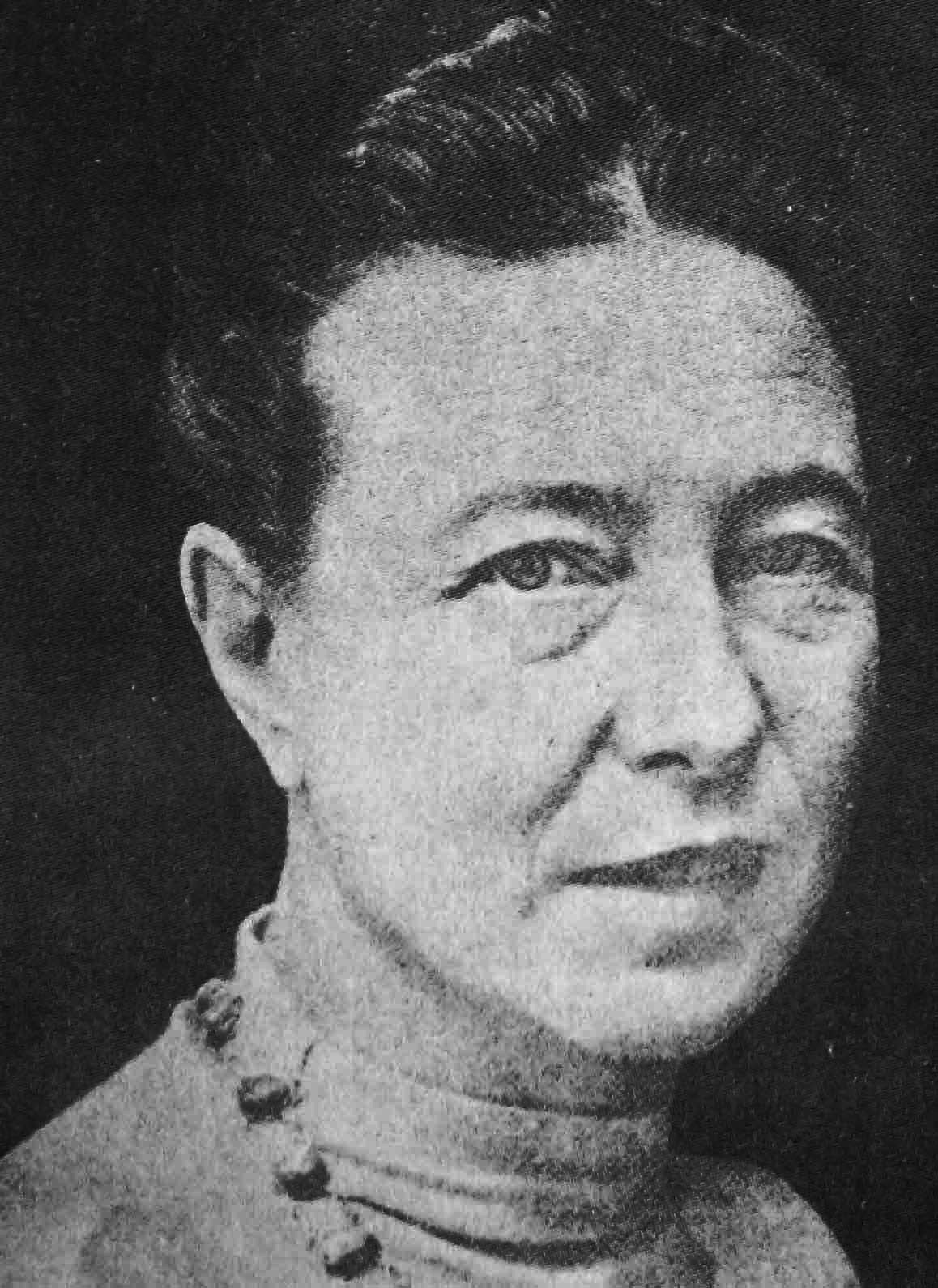
シモーヌ・ド・ボーヴォワール

セクシュアリティとジェンダーの歴史家であるナンシー・コットは、現代のフェミニズムとその前身、特に参政権闘争を区別している。彼女は1920年に可決された憲法修正第19条を取り巻く20年間を取り上げ、それより以前の女性運動は主に普遍的実体としての女性に関心を寄せていたが、この20年間、運動は社会的分化、個性への関心、多様性へ注力していると述べている。こうした新しい問題は、社会的構成要素としてのジェンダー、性同一性、そしてジェンダー内・ジェンダー間の関係とより深い関係を持っている。政治的に言えば、これは右派にとって居心地のよい思想構造から、左派に深く関連する思想構造への移行を意味している [要二次資料]。 
戦後間もない時期、シモーヌ・ド・ボーヴォワールは「家庭的女性」とい規範への反対を表明した。彼女は1949年に「第二の性（Le Deuxième Sexe）」を出版して、フェミニズムに実存主義的側面を導入した。活動家というよりは哲学者や小説家としてだが、彼女は女性解放運動（Mouvement de Libération des Femmes）のマニフェストの1つに署名を行った。
1960年代後半のフェミニスト活動の復活は、地球への懸念、精神性、環境活動といった女性に関連する問題と見なされ得るものについての新たな文献を伴っていた。こうしたものによって作り出された雰囲気は、エイドリアン・リッチの「女から生まれる（Of Woman Born）」やマリリン・フレンチの「権力を超えて（Beyond Power）」など、決定論の拒絶としての母性中心性（matricentricity）の研究と議論を再燃させた。イブリン・リードのような社会主義フェミニストにとっては、家父長制は資本主義の特性を持つものだった。
アン・テイラー・アレンは、フェルディナント・テンニース、マックス・ウェーバー、ゲオルク・ジンメルなど20世紀初頭の男性知識人の集合的な男性悲観主義と、当時の社会史家によってその貢献の大部分を無視されていた反対側に立つ女性たちの楽観主義との違いを描いている。